# Apărarea Reichului
Apărarea Reichului a fost numele sub care a fost cunoscută campania de apărare strategică la care a luat parte Luftwaffe în spațiul aerian al statelor europene ocupate de naziști și al Germaniei înseși în timpul celei de-a doua conflagrații mondiale. Scopul acestei campanii era să apere obiectivele civile și militare germane împotriva atacurilor aviației aliaților. Luptele zilnice pe timp de zi și de noapte în spațiul aerian german a implicat mii de avioane pentru respingerea bombardamentele strategice aliate. Această campanie a fost una dintre cele mai lungi ca durată din istoria războaielor aeriene. Împreună cu Bătălia Atlanticului și cu blocada Germaniei, a fost cea mai lungă campanie din 1939–1945. Avioanele de vânătoare (Jagdwaffe) ale Luftwaffe au apărat spațiul aerian al Europei ocupate de germani, mai întâi împotriva RAF Bomber Command, iar mai apoi și împotriva United States Army Air Forces (USAAF).
În primii ani ai războiului, Luftwaffe a fost capabilă să provoace o serie de înfrângeri bombardierelor strategice aliate. În 1939, RAF Bomber Command a fost forțat să organizeze atacuri doar în timpul nopții datorită pierderilor foarte grele ale bombardierelor care nu dispuneau de o escortă adecvată. În 1943, USAAF a avut la rândul ei pierderi grele în timpul bombardamentelor pe timp de zi a țintelor germane. În octombrie 1943, ofensiva aeriană americană a fost întreruptă temporar datorită acestor pierderi. Britanicii au continuat eforturile, dezvoltându-și flota de bombardiere, introducând noi dispozitive de ghidare a avioanelor și tactici de atac precum cea a „lanțului de bombardiere”, care le-a permis să organizeze atacuri cu tot mai multe aparate și să reducă foarte mult rata pierderilor.
În februarie 1944, USAAF a introdus în serviciu avionul de vânătoare P-51 Mustang, capabil să escorteze bombardierele americane spre și dinspre obiectivele atacurilor. În primăvara anului 1944, forțele aeriene care apărau cel de-al Treilea Reich, Reichsluftverteidigung (RLV), erau solicitate la maximum, iar Luftwaffe a pierdut superioritatea aeriană. În vara anului 1944, Luftwaffe suferea deja datorită crizei carburanților și lipsei piloților bine antrenați. Luftwaffe avea să înceteze să conteze în spațiul aerian german la începtulul anului 1945.
Intensificarea bombardamentelor de noapte ale RAF și a celor de zi ale USAAF au dus la distrugerea industriei și orașelor germane și a provocat prăbușirea economiei Reichului în iarna 1944-1945. În acele momente, armatele aliaților ajunseseră la frontierele Germaniei și campania de bombardamente strategice aliate s-a desfășurat în strânsă legătură cu bătăliile forțelor terestre. Campania aeriană aliată a continuat până în aprilie 1945, când au fost executate ultimele misiuni de bombardament. Germania avea să capituleze la începutul lunii mai a anului 1945.

## Strategia defensive germane
Luftwaffe nu dispunea la începutul războiului de o forță de apărare aeriană eficientă. În același timp, bombardamentele aeriene diurne ale aliaților împotriva țintelor din Germania au fost în număr mic în perioada 1939–1940. Responsabilitatea apărării spațiului aerian german cădea la începutul războiului în sarcina Luftgaukommandos (comandamentele districtelor aeriene). Sistemul defensiv se baza în principal pe artileria antiaeriană. Acțiunile defensivei antiaeriene nu erau coordonate și comunicațiile dintre diferitele unități era slabă. Lipsa coordonării dintre bateriile de artilerie antiaeriană și aviația de vânătoare avea să fie o problemă a germanilor de-a lungul întregului război.
Adolf Hitler era unul dintre sprijinitorii folosirii cu precădere a artileriei antiaeriene, care ar fi dat populației civile „sprijin psihologic”, indiferent cât de ineficiente s-ar fi dovedit tunurile antiaeriene . Regiunea Ruhr, care a fost tot timpul una dintre țintele favorite ale raidurilor aliaților, s-a dovedit un obiectiv extrem de greu de protejat, mai ales în condițiile în care resursele Germaniei se epuizau. De multe ori, în regiune erau disponibile pentru apărare doar Luftgaukommandos, care erau alocate diferitelor obiective fără ca să dispună însă de sisteme de control al traficului aerian, care să le permită interceptarea avioanelor inamice.
Pe 21 septembrie 1939, șeful Statului Major al Luftwaffe Hans Jeschonnek, a definit pentru prima oară rolul avioanelor de vânătoare de zi în cadrul sistemului de apărarea a teritoriului german. Unitățile de avioane de vânătoare erau desemnate unor sarcini defensive specifice și erau puse sub comanda comandamentelor antiaerian local. În cele din urmă, toate escadrilele de avioane de vânătoare aveau să fie trecute sub comanda unei dintre cele câteva Luftflotten (Flote Aeriene), care trebuiau să urmărească apărarea obiectivelor germane într-o manieră „legată direct cu conceptul strategic pentru conducerea continuă a războiului aerian”. Cu alte cuvinte, avioanele de vânătoare ale Luftwaffe aveau să acționeze atât ca forță defensivă, cât și ofensivă, pentru păstrarea superiorității aeriene atât asupra spațiului aerian inamic, cât și asupra celui propriu.
Această strategiei a funcționat bine pe front, dar în scurtă vreme s-a dovedit că lipsa pregătirii, experienței și coordonării dintre Fliegerdivisions (Diviziile Aeriene) și unitățile artileriei antiaeriene, atunci când se punea problema operațiunilor defensive strategice, au făcut ca apărarea spațiului aerian german să fie ineficientă. În condițiile în care artileria antiaeriană era ineficientă, iar cele câteva grupuri de avioane de vânătoare trebuiau să acopere un spațiu aerian prea întins, obiectivele industriale vitale nu erau protejate corespunzător. Acest sistem nu a fost schimbat o lungă perioadă de timp datorită forțele aeriene aliate nu au fost capabile să se folosească de acest avantaj.
Cele mai multe lupte ale avioanelor Luftwaffe de pe frontul de vest au fost împotriva raidurilor „Circului” RAF și a rarelor raiduri diurne în spațiul aerian german. Aceasta a fost o perioadă de timp considerată fericită pentru Luftwaffe, de timp ce strategia sa de concentrare a principalei forțe de atac pe frontul de est s-a dovedit un eșec după înfrângerile din timpul invaziei din Uniunea Sovietică. Strategia „periferică” a Luftwaffe inițiată de Jeschonnek, presupunea desfășurarea avioanelor de vânătoare la marginea teritoriilor controlate de Puterile Axei, cu un grad de protecție redus al obiectivelor din interiorul teritoriului.

## Punctele slabe ale germanilor
Deși Luftwaffe a alocat în cele din urmă mai multe resurse în 1940 campaniei Bătăliei Angliei decât RAF, a eșuat să mobilizeze aceste resurse în momentul în care ofensiva aeriană aliată devenea tot mai puternică. Greșelile capitale ale Luftwaffe în ceea ce privește deciziile de conducere, de producție și de pregătire a piloților au fost făcute în perioada 1940–1942. Conducerea militară germană nu a reușit să dezvolte o strategie coerentă pentru un război de lungă durată. Ineficiența strategică și operațională coroborată cu neglijarea apărării aeriene pentru o lungă perioadă de timp au subminat eforturile defensive ale Luftwaffe în 1943–1945. Strategia germană numită și „cultul ofensivei” a funcționat la începutul războiului în 1939–1941 dar, atunci când s-a pus probleme rezistenței într-un război de uzură, în fața unei puteri crescânde a inamicului, cu forțele împrăștiate pe patru fronturi, fără doctrine, tactici și planuri defensive funcționale, a dus la înfrângere.

### Organizarea și planificarea
Apărarea Jagdwaffe (Forțele de vânătoare) nu era considerată parte a efortului ofensiv aerian. Strategia germană se concentrase pe aviația ofensivă ca parte a efortului aerian ofensiv. Strategia germană de concentrare pe aviația ofensivă pentru cucerirea superiorității aeriene asupra inamicului a însemnat că Jagdwaffe fusese considerată o forță de rangul al doilea, una neimportantă. Jagdwaffe nu a primit investițiile necesare și era mult mai puțin puternică în comparație cu alte ramuri ale Luftwaffe și a avut un ritm de dezvoltare mai slab decât acestea după izbucnirea ostilităților. Ca o consecință imediată, Forțele de vânătoare nu aveau niciun reprezentant în Înaltul Comandament. Forțele de vânătoare au rămas împărțite între mai multe Flote aeriene și nu au fost puse sub o comandă unificată. Când înainte de izbucnirea războiului s-a pus problema organizării unui anumit tip de apărare aeriană, graba cu care a fost constituită Jagdwaffe a fost atât de mare, încât calitatea, coeziunea și organizarea forței au avut de suferit. Dezvoltarea forței, atunci când s-a produs, a avut loc prea târziu. . În 1939 existau doar nouă Jagdgeschwader și nu au fost create noi escadrile (Geschwader) până în 1942. Anii 1940 și 1941 au fost practic pierduți. Pentru nevoile defensivei aeriene au fost creat doar opt escadrile, iar forța totală a crescut doar cu o treime. Creșterea forțelor defensive aeriene și dezvoltarea conceptelor lor s-au datorat în principal activității inamicului. Planificarea defensivei aeriene a fost tot timpul una de tip reactiv.

### Dezvoltarea și echipamentele din dotare
La Reichsluftfahrtministerium (RLM, Ministerul Aerului) sau al Înaltului Comandament (OKL) nu a existat niciun departament tehnico-tactic. Din acest motiv, Luftwaffe nu avut nicio strategie pentru oferirea de echipamente militare forțelor sale. Începând cu anul 1940, întreaga planificare s-a făcut exclusiv pe termen scurt și era influențată din punct de vedere politic. Procesul de îmbunătățiri tehnice erau limitate de credința că modernizările ar fi dus la scăderea ritmului producției avioanelor standard. Rezultatul imediat a fost acela variantele sau tipurile perimate au fost păstrate în producție pentru mult prea multă vreme. Dacă la aceasta s-a adăugat faptul că OKL nu a produs numărul necesar de avioane de vânătoare și a refuzat să reducă numărul de bombardiere în favoarea avioanelor de vânătoare până în 1944. Chiar și când aceste deficiențe au fost remediate, activitatea de aprovizionare nu s-a ridicat la nivelul cerut al producției. Avionul Messerschmitt Me 262 nu a fost introdus în serviciu suficient de repede, pierzându-se prea mult timp între fazele de testare operațională, dezvoltarea doctrinei tactice și pregătirea piloților pentru noul aparat de zbor. Inspectorul forțelor aviației de vânătoare (Inspekteur der Jagdflieger) poate fi făcut responsabil pentru aceste nereușite.

### Procesele de selecție a piloților și de pregătire a lor
Unul dintre cele mai grave greșeli a fost preferința Luftwaffe pentru asigurarea completării echipajelor bombardierelor atunci când a fost vorba de personal cu un înalt nivel de pregătire. Școlile militare de aviație erau mult mai interesate de pregătirea piloților de bombardiere decât de cea al piloților de vânătoare. Luftwaffe nu s-a preocupat să recruteze ingineri și personal cu un înalt nivel de pregătire, așa cum a făcut-o Kriegsmarine sau Waffen-SS. Luftwaffe nu a avut o rezervă suficient de mare de piloți acreditați care să fie promovați în rândurile aviației de vânătoare. Această lipsă a făcut ca mai târziu în război să nu existe suficienți piloți care să fie promovați în funcții de comandanți. Chiar inspectorul Galland a notat la un moment dat că pregătirea piloților era făcută cu oferirea unui număr scăzut de ore de zbor. Piloții au primit un antrenament limitat în ceea ce privește tipurile operaționale, formațiunile de zbor, pregătirea mitraliorilor sau pregătirea tactică de luptă. Galland avea să declare că lipsa instrumentelor necesare în pregătirea de luptă nu a fost remediată până la sfârșitul războiului.

### Pregătirea personalului de comandă
Pregătirea personalului de comandă a fost neglijată. Pregătirea sistematică comandanților de formație nu a fost începută decât după 1943. Acest fapt a dus la o criză de comandanți experimentați și bine pregătiți în perioada 1943–1945. Orice efort făcut după 1943 era deja făcut prea târziu pentru a mai fi de folos pentru campania de Apărare a Reichului. Comandanții experimentați și bine pregătiți existenți în 1940 au fost înlocuiți în 1940 de militari mai tineri și mai puțin experimentați (datorită nemulțumirilor lui Göring față de primii după eșecul din Bătălia Angliei). Această schimbare masivă a făcut ca acumularea și schimbul de experiență să fie imposibile. Pentru ca situația să fie și mai proastă, nu a existat nicio organizație de comandă a aviației de vânătoare la începutul războiului și nu au fost niciodată suficienți piloți ofițeri care să fie numiți în funcție atunci când comandamentele de vânătoare au fost organizate. La nivelul întregii Luftwaffe erau foarte puțini ofițeri de Stat Major.
Efortul de război german a fost influențat negativ de faptul că foar 5% dintre ofițerii de comandă ai Luftwaffe aveau pregătire tehnică, iar majoritatea acestora din urmă aveau doar pregătire medie. Cei mai mulți dintre ei proveneau din sistemul clasic de școlarizare (Humanistische Gymnasien), nu din cel al școlilor tehnice (Real Gymnasien). Aceasta a dus la lipsă de interes și o neînțelegere a tehnologiilor cu adevărat importante, în special a radarului, care a fost grav subestimat. A existat de asemenea o tendință de neglijare a muncii informative și a logisticii. Un exemplu a acestor greșeli a fost numirea lui Hans Jeschonnek în funcția de șef al Marelui Stat Major al Luftwaffe, o poziție care îi depășea cu mult capacitățile.

### Tactica operațională și strategia
Greșelile succesive au făcut ca Jagdwaffe să fie suprasolicitată cu misiuni după 1942. Mutările continue de resurse dinspre Apărarea Reichului spre frontul de est au supus unui efort prea mare forțele RVL constituite la începutul războiului. OKL a distrus eficiență grupurilor de vânătoare prin faptul că le-au transferat de sub comanda lui Geschwader. Logistica, organizarea și comunicațiile au fost neglijate când s-au făcut transferuri de unități, ceea ce le-a redus capacitate operațională.
Operațiunile efectuate în condiții meteo defavorabile au pus o amprentă negativă asupra unităților de vânătoare, au provocat pierderi mari de personal și aparate de zbor și au provocat o scădere a moralului și încrederii în Înaltul Comandament. Chiar și OKL nu a înțeles nevoia de creștere a puterii RLV. Toate raidurile trebuiau executate cu maximul de forță, ceea ce a dus la rapida epuizare a apărătorilor. O contribuție la starea de epuizare a echipajelor de vânătoare a fost și insistența cu care s-a cerut utilizarea avioanelor Bf 110 și Me 410 echipate cu tunurile greoaie Bordkanone de calibrul  mm și 50 mm. Ambele tipuri de avioane aveau să fie retrase din acțiunile de luptă diurnă datorită ratei mari a pierderilor până în primăvara anului 1944.
În 1944, comandanții de bombardiere au putut să treacă la comanda unităților de vânătoare, dar rezultatele au fost dezastruoase. Ei nu erau pregătiți să conducă formațiuni de vânătoare. De-a lungul întregului război, OKL nu a înțeles niciodată importanța timpului – nevoia de odihnă, planificare și recuperare după operațiunile defensive prelungite. Unitățile de vânătoare au fost ținute prea multă vreme în prima linie de luptă, ceea ce a dus la epuizarea fizică a piloților.
Un alt factor care și-a adus contribuția neînțelegerea regulilor de bază ale luptelor de către Adolf Galland. El a considerat că, în luptele tactice, aviația de vânătoare trebuie să se comporte în mod ofensiv, chiar și atunci când participa la acțiuni defensive. Lupta defensivă nu exista în concepția acestuia.
Formațiunile au pierdut deseori coeziunea în luptă, iar integritatea formațiilor a fost compromisă datorită lipsei de experiență a comandanților. Acest aspect al menținerii formațiunii indiferent de situație a fost deseori ignorată. Tacticile rigide au contribuit de asemenea la eșecurile formațiunilor de vânătoare. Tacticile rigide au fost încurajate, iar tehnica individuală a avut de suferit. Folosirea elementului surpriză, a inventivității și manevrabilității trebuiau să fie combinate cu agresivitatea și improvizația în funcție de situația luptei. Aceste deprinderi au fost pierdute de piloții mai tineri.

### Problemele cu producția de război
Nu s-a făcut niciun efort pentru rezolvarea volumului scăzut de producție al industriei aeronautice germane, care ar fi trebuit să acopere pierderile mari prognozate din timpul ofensivei împotriva Uniunii Sovietice în 1941. Încă din septembrie 1939, industria aeronautică nu a fost capabilă să atingă cifrele de producție planificate. Reformele lui Erhard Milch au dus la creșterea producției. în 1941 se produceau 981 de avioane pe lună, din care 311 avioane de vânătoare. În 1942, cifrele au crescut la 1.296 aparate, din care 434 avioane de vânătoare. Aceste creșteri au fost însă afectate de nevoile a două industrii militare. Milch l-a informat pe Göring că industria aeronautică avea alocate 74% din resursele de aluminiu, dar 4.640 t erau folosite în producția de muniție. Milch considera că folosirea aluminiului pentru muniții este o greșeală. El a calculat că aceste rezerve ar putea fi folosite pentru construirea a 1.000 de bombardiere grele Dornier Do 217 și 4.000 Messerschmitt Bf 109. Milch a ordonat limitarea risipei. El a cerut ca metalul să fie reciclat, iar metalul din avioanele prăbușite să fie refolosti. Aceste măsuri au crescut disponibilitatea de metal cu 57%. În ciuda eșecurilor Înaltului Comandament și ale lui Göring, conducătorii industriei aeronautice au reușit să stabilizeze producția și să acopere pierderile Luftwaffe.
Hans Jeschonnek s-a opus la început planurilor lui Milch pentru creșterea producției. Dar în iunie, el și-a schimbat poziția și a cerut producerea a 900 de avioane de vânătoare pe lună. În iarna 1941–1942, doar 39% din forța de vânătoare era operațională, iar sub comanda lui se aflau doar cu 60 de avioane mai mult decât în iunie 1941, în ciuda creșterii producției. În tot anul 1942, producția de avioane pentru Luftwaffe a crescut cu 250% la avioanele de vânătoare și cu 196% al avioanele bimotoare.
Intensificare bombardamentelor aliate a dus la dispersarea producției și a oprit accelerarea expansiunii programului lui Milch. Producția germană de avioane a ajuns la aproximativ 36.000 de aparate în 1944. Cu toate acestea, în momentul în care s-a ajuns la aceste cifre, Luftwaffe nu mai avea combustibilul necesare și nu mai dispunea de piloți pregătiți. Incapacitatea germanilor să crească producția imediat după eșecurile din Uniunea Sovietică și Africa de Nord a dus la înfrângerile Luftwaffe care aveau să se producă în perioada septembrie 1943 – februarie 1944. În ciuda unor victorii tactice, Luftwaffe nu a fost capabilă să obțină o victorie decisivă. În momentul în care producția a atins un nivel mulțumitor, era prea târziu pentru ca să se mai schimbe ceva.

## Respingerea bombardierelor RAF (1939–1941)

### Operațiile pe timp de zi
RAF a dezvoltat în anii de dinainte de începerea războiului mondial o doctrină a bombardamentelor aeriene a zonelor industriale. Strategii RAF au considerat că atacurile unor regiuni vaste ale orașelor industriale vor avea cele mai bune rezultate dată fiind lipsa de precizie bombardamentelor aeriene din acea perioadă. Această doctrină era de asemenea rezultatul convingerii mareșalului RAF Charles Portal că atacurile vor slăbi moralul inamicului și îi va forța capitularea. Portal era unul dintre susținătorii ideii conform cărora „bombardarea moralului” vor completa bombardamentele strategice dacă vor viza zonele locuite de muncitorii industriali prin distrugerea moralului sau uciderea lor, ceea ce în final urma să ducă la distrugerea industriei militare germane. Această convingere avea ca sursă politica primului mareșal al aerului, vicontele Hugh Trenchard, care considera că trebuie dusă o ofensivă pe teritoriul inamicului, o politică care își avea originea în perioada primului conflict mondial. Se considera că distrugerile fizice și psihologice odată făcute în Germania și teritoriile ocupate de germani, civilii se vor revolta și vor răsturna guvernul.
În ciuda acestei strategii ambițioase, RAF a intrat în al Doilea Război Mondial fără o flotă de bombardiere care să fie potrivită pentru bombardamente strategice la scară mare. Flota de bombardiere urma să execute raiduri neescortate și era vulnerabilă în timpul zilei la atacurile avioanelor de vânătoare. Din septembrie 1939 până în mai 1940, ambele tabere și-au cenzurat acțiunile, evitând bombardarea obiectivelor civile. În cazul Bomber Command, lansarea de fluturași de propagandă a fost principala misiune în această perioadă.
Cea mai lungă campanie aeriană defensivă a celei de-a doua conflagrații mondiale a început pe 4 septembrie 1939, chiar a doua zi după ce Regatul Unit a declarat război Germaniei. Ținta bombardierelor RAF a fost baza navală de la Wilhelmshaven. Aceste raiduri au continuat în decembrie 1939. În timpul luptelor aeriene cunoscute ca Bătălia din Golful Heligoland de pe 18 decembrie 1939, RAF a pierdut 12 din cele 22 de bombardiere care au participat la misiune. Comandamentul bombardierelor a fost forțat să accepte că nu poate face față luptelor diurne și a hotărât începerea bombardamentelor de noapte.
Strategii britanici discută încă pe tema naturii strategiei britanice în perioada 1939–1941, care va deveni baza strategiei britanice de-a lungul întregului război. Rezultatele bombardamentelor sunt de asemenea disputate și este în esență chiar cheia problemei. O serie de funcționari din Ministerul Aerului au considerat că tehnologia bombardamentelor nu era suficient de precisă și, ca urmare, atacurile de precizie nu puteau fi executate. În sprijinul acestor afirmații, ei folosit Raportul Butt, care indica că doar 30% dintre bombardierele RAF au ajuns în zona țintelor și doar 10% în regiunea industrială Ruhr. Cei care susțineau în cadrul RAF Bomber Command bombardamentele de precizie au criticat raportul, pe care îl considerau „selectiv”. Când mareșalul Arthur Harris a preluat comanda RAF Bomber Command în 1942, el a folosit acest raport ca pe un argument în favoarea bombardamentelor „în zonă” .

### Operațiunile nocturne
Organizatorul aviației de vânătoare nocturnă Josef Kammhuber a recrutat doi ași ai aerului, pe Hermann Diehl și pe Wolfgang Falck în comandamentul său. Aceștia au fost două dintre cele mai importante figuri ale sistemului vânătorii de noapte. Folosind radarul  Freya, ei au reușit să conducă avioanele de interceptare până la 500 m de bombardierele inamice. Diehl a contribuit la dezvoltarea apărării sprijinite de radare pentru operațiunile diurne folosite în de exemplu în Bătălia din Golful Heliogoland din decembrie 1939. Falck a utilizat două seturi de radare Würzburg în timpul operațiunilor nocturne din aprilie 1940 și ambii piloți au recomandat un sistem de comandă și control bazat pe sistemele radar. Falck a fost cel care a conceput de altfel Hellenachtjagd (Vânătoarea nopții luminoase). Aceasta presupunea proiectoare de căutare controlate de radare Würzburg și acțiunea concertată a 12 avioane echipate pentru vânătoarea de noapte. Această metodă era limitată însă de faptul că proiectoarele de căutare nu puteau funcționa în condiții de umiditate ridicată
Deși Kammhuber a fost sceptic în ceea ce privește utilizarea radarelor, el a fost de acord cu formarea Kombinierte Nachtjagdgebeite (Zonele combinate de zbor nocturn) din jurul obiectivelor de primă importanță, zone în care avioanele de vânătoare cooperau cu seturi de radare Würzburg și cu bateriile antiaeriene. Deși la început această abordare nu a avut succes, rezultatele nu au întârziat să apară. Programul a fost oprit în octombrie 1940, datorită lipsei radarelor cu rază lungă de acțiune. Un al doilea sistem, sugerat de Diehl, era format dintr-un radar Freya și un proiector de căutare (Parasitanlage, Instalație Parazit). Acest sistem a fost numit Dunkelnachtjagd (Vânătoarea nopții întunecate). Acest sistem s-a dovedit greu de implementat datorită întârzierilor în producerea radarelor. Kammhuber a început să înțeleagă potențialul defensivei aeriene sprijinite de radar în această perioadă. După ce s-a consultat cu Wolfgang Martini, un tehnician al Luftwaffe, el a sprijinit dezvoltarea radarului Lichtenstein.
În ciuda faptului că germanii aveau o defensivă aeriană slabă, cele mai multe operațiuni ale RAF Bomber Command din perioada 1940-1941 au fost niște eșecuri. În a doua jumătate a anului 1940, 170 de bombardiere britanice au fost doborâte. Doar 72 dintre acestea de apărarea antiaeriană – 42 au fost doborâte de Luftwaffe și 30 de artileria antiaeriană. Restul s-au prăbușit datorită faptului că avioanele au rămas fără combustibil. Cele mai multe cazuri au fost cauzate slaba pregătire a navigatorilor. Pierderile RAF au fost de două ori mai mari decât cele ale Luftwaffe în perioada „Blitz”-ului din iulie 1940 – iunie 1941. Respingerea ofensivei bombardierelor nocturne a fost realizată cu doar 60 de avioane organizate în 16 staffeln (escadrile). Defensiva aeriană nocturnă a revendicat 421 bombardiere ale RAF în 1941.
Una dintre abordările tactice notabile ale lui Kammhuber a fost acțiunea ofensivă. Aceasta se alinia tacticii Luftwaffe de defensivă prin ofensivă asupra teritoriul inamic, iar Kammhuber a sugerat ca avioanele de vânătoare germane să urmărească bombardierele și să le atace de îndată ce ar fi decolat de pe aeroporturile din Anglia. Hitler a refuzat această tactică, motivând că poporul german trebuie să vadă cum sunt doborâte bombardierele britanice deasupra teritoriului german ca să fie convinși că sunt cu adevărat apărați. După octombrie 1941, Luftwaffe și-a încetat miniofensiva. Decizia lui Hitler a venit în folosul RAF> În 1940-1941, atacurile germane asupra bombardierelor care au decolat au fost responsabile pentru două treimi din pierderile RAF. Germanii au pierdut șansa distrugerii flotei de bombardiere britanice. Ca urmare a respingerii tacticii inițiale de către Hitler, Kammhuber s-a concentrat asupra organizării Liniei Kammhuber.

### Organizarea defensivei
Eșecul Luftwaffe în lupta pentru protejarea Berlinului împotriva unei serii de raiduri de mică amploare a RAF în timpul Bătăliei Angliei a dus la conceperea unor programe defensive serioase. A fost înființată în sfârșit Luftflotte Reich cu scopul protejării Germanii și a restului Europei Centrale. Reichsmarschallalul Hermann Göring i-a ordonat pe 27 septembrie 1940 generalului-locotenent Hubert Weise, comandnatul I.Flakkorps (Corpul antiaerian I), care se distinsese în timpul Bătălia Franței, să formeze Luftgaukommando III. Acest comandament a fost conceput inițial să protejeze Berlinul, dar mai apoi aria sa de responsabilitate s-a extins pentru ca să asigure apărarea aerinană până în sud la Dresda. Weise a format Luftwaffenbefehlshaber Mitte (Comandamentul Central al Forțelor Aeriene – Lw Bfh Mitte) pe 24 martie 1941. Weise a creat de asemenea și Nachtjagddivision (Divizia Vânătorilor de Noapte) sub comanda generalului-maior Josef Kammhuber, care a avut ca obiectiv respingerea atacurilor de noapte ale RAF Bomber Command. Apărarea sudului Germaniei a căzut însă în sarcina Luftflotte 3 de sub comanda lui Hugo Sperrle. Au apărut astfel probleme de coordonare datorită faptului că cele două forțe se aflau în competiție. Erhard Milch i-a solicitat lui Göring să unească forțele aviației de vânătoare sub o singură comandă, așa cum fusese cazul RAF Fighter Command în timpul Bătăliei Angliei. Göring a refuzat propunerea aceasta. Până când Luftflotte 3 a fost practic distrusă în timpul Operațiunii Overlord din august 1944, defensiva aeriană germană a rămas împărțită între comandanții rivali.

### Dezvoltarea defensivei nocturne

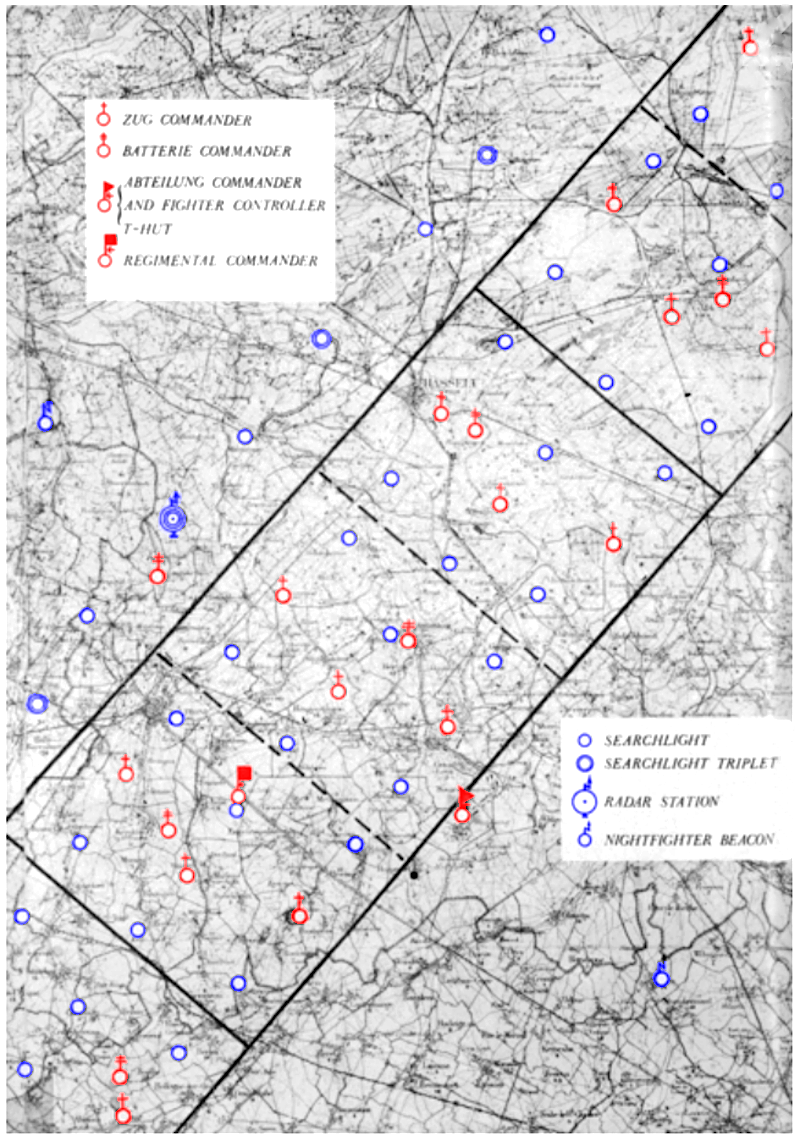
Hartă a unei porțiuni a Liniei Kammhuber furată de un agent belgian și transmisă britanicilor în 1942. Sunt vizibile benzile și careurile avioanelor de vânătoare

Abordarea germană a defensivei aeriene a fost cea a acțiunilor „antiraid”. Superioritatea aeriană trebuia cucerită și păstrată în spațiul aerian inamic, apărând astfel teritoriul național împotriva atacurilor. În ciuda acestei abordări teoretice, numeroase componente ale unei defensive improvizate erau în funcțiune sau în curs de dezvoltare în 1939. Germanii dispuneau de un mare număr de baterii antiaeriene de bună calitate, cu o mare varietate de calibre, sprijinite de proiectoare de căutare, detectoare de sunet și aparate pentru detectare vizuală. Germanii montaseră o rețea de radare Freyar pe țărmurile mărilor, rețea care era sprijinită și numeroși observatori. Radarele Würzburg urmau să fie introduse în serviciu. Aceste radare urmau să controleze tirul bateriilor antiaeriene, permițând bateriilor AA să își direcționeze cu mare precizie focul. Luftwaffe folosea pentru apărarea diurnă aparatul de vânătoare Messerschmitt Bf 109, dar nu dispunea de avioane de vânătoare nocturnă. Nu exista un sistem de control centralizat, iar unitățile aeriene nu erau legate cu unitățile terestre, ca în cazul RAF Fighter Command.
Când Bomber Command și-a început atacurile pe timpul nopții în mai 1940, germanii nu aveau cum să intercepteze formațiile de bombardiere care se apropiau de teritoriul german. În aceste condiții au început să se facă eforturi pentru crearea unei forțe defensive nocturne. Se făcuseră unele încercări încă mai înainte de începerea războiului, folosindu-se un sistem de avertizare bazate pe detectoare de sunet și proiectoare de căutare. Avioanele de vânătoare de noapte se roteau în jurul fascicolului luminos al proiectoarelor în afara zonei luminate, iar când un bombardier era prins în raza proiectorului, acesta era atacat de vânători. Concentrarea mai multor lumini de căutare la altitudine semnala vânătorilor prezența unui bombardier. Bateriile de artilerie antiaeriană aveau ordinul să deschidă focul de fiecare dată când o țintă fusese identificată, chiar și atunci când propriile avioane de vânătoare se aflau în luptă cu bombardierele. Aceste experimente au încetat în august 1939.
Ca răspuns la ofensiva RAF din 1940, Josef Kammhuber a primit ordinul să dezvolte defensiva de noapte. În următorii trei ani el a dezvoltat un sistem sofisticat numit de britanici Linia Kammhuber. Kammhuber a început prin extinderea regiunilor luminate, care s-a extins din Danemarca ocupată până în nordul Franței. Avertizarea timpurie se baza pe radarele Freyar, detectoare de sunet și observatori aerieni. Controlul avioanelor de vânătoare nocturnă și a bateriilor antiaeriene era asigurat de radarele cu rază scurtă de acțiune Würzburg. Următorul pas a fost achiziționarea de avioane de vânătoare nocturnă dedicate. Germanii nu aveau un asemenea aparat, dar au improvizat și au folosit în acest scop avionul greu de vânătoare Messerschmitt Bf 110 și bombardierul mediu Junkers Ju 88. Ambele modele s-au comportat extrem de bine în calitate de vânători nocturni.
Odată ce problemele operaționale au fost rezolvate, au fost dezvoltate considerațiile tactice. Prima a fost cea a radarelor instalate pe avioane. Piloții germani se plângeau de aceste radare, care creșteau rezistența la înaintare și reduceau performanțele avioanelor. Ei preferau să identifice vizual țintele după ce operatorii de la sol îi ghidau spre bombardiere. O altă schimbare a fost mutarea proiectoarelor de căutare și a bateriilor antiaeriene de pe „linia Kammhuber” în jurul orașelor și a obiectivelor industriale de apărat.
Sistemul avea mai multe puncte slabe. Sistemul era compus dintr-o serie de careuri adiacente. Linia de demarcație dintre două careuri era definită de radarul Würzburg. Lipsa de precizie a sistemului de identificare pentru fiecare careu până în 1942 și absența sistemelor IFF (Identification Friend or Foe – Identificarea Camaradului sau Inamicului) montate pe avioane făceau ca un singur avion de vânătoare să fie controlat la un moment dat de la sol. Un radar Würzburg controla vânătorul, iar cel de-al doilea urmărea bombardierul. Cele două ecouri radar nu erau reprezentate pe un singur ecran. Ele erau urmărite de doi operatori diferiți, fiecare proiectând un cerc colorat diferit pe o masă de urmărire. Controlorul de trafic transmitea prin radio direcțiile de acțiune vânătorului pe vaza datelor furnizate de operatorii radar și reprezentate pe masa de urmărire.
Când operatorii pierdeau semnalul aparatelor de vânătoare, acestea din urmă trebuiau să se reîntoarcă în raza de acțiune a radarului din acel careu. Mai mult, măsurătorile oferite de setul de radare Würzburg puteau diferi cu până la 500 m. Problemele generate de lanțul greoi de comandă, control și comunicație duceau de multe ori eșecuri de interceptare. Radarele montate pe avioane au rezolvat această problemă. La început au fost folosite radare în banda UHF Lichtenstein, care avea un unghi restrâns de căutare. Când bombardierul vizat efectua manevre ample de evitare, vânătorul pierdea contactul cu ținta. În ciuda tuturor slăbiciunilor, Linia Kammhuber a devenit un sistem eficient de apărare datorită experienței câștigate de-a lungul timpului de operatorii radar, controlorii de zbor și piloți și printr-o organizare superioară.

## Participarea la conflict a USAAF (1942)

### United States Army Air Forces

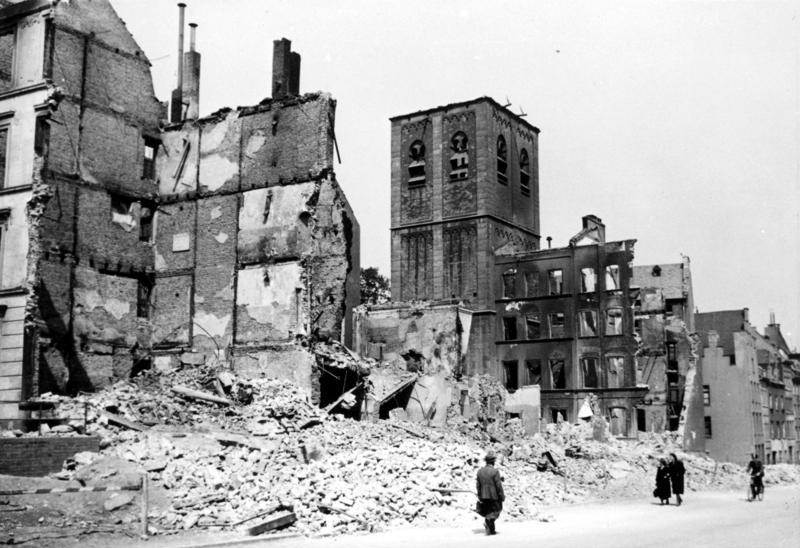
Distrugerile provocate în Köln de bombardamentul din 9 iunie 1942

Intrarea în război a Statelor Unite ale Americii pe 11 decembrie 1941 după declarația de război a lui Hitler a fost un adevărat șoc pentru OKL. În primul an, mult-așteptata ofensivă aeriană americană nu s-a maerializat. Spre sfârșitul anului 1942, Luftwaffe era implicată cu majoritatea forțelor sale pe frontul de răsărit, iar cea mai puternică flotă aeriană, Luftflotte 4, era angajată în Bătălia de la Stalingrad. În Africa de Nord, Luftwaffe era pe cale să piardă superioritatea aeriană. RAF efectua misiuni de vânătoare pe cerul Franței, iar bombardamentele de noapte britanice asupra orașelor germane creșteau în intensitate. În mai 1942, bombardarea Kölnului a fost primul succes major al RAF. În ciuda tuturor acestor factori, spațiul aerian german nu era pe lista de priorități a comandanților, forțele germane fiind obligate să lupte pe toate fronturile. Pe 16 mai, Hermann Göring a făcut în cadrul unei conferințe una dintre puținele sale observații realiste. El a observat că, dacă formațiunile de bombardiere inamice reușesc să străpungă defensiva aeriană de zona Canalului, nu mai era nimic rămas în Germania care să poată să li se opună. Această observație era corectă, numai că, în acel moment, lipsa atacurilor masive ale USAAF și incapacitatea RAF de a efectua bombardamente diurne i-a făcut pe majoritatea liderilor militari să nu ia în serios o asemenea variantă.
Două Forțe Aeriene ale USAAF au fost cele care au purtat greul luptelor în Teatrul European de Operațiuni (ETO) – Eighth Air Force și Fifteenth Air Force. Grupurile americane erau achipate cu bombardiere grele B-17 Flying Fortress și B-24 Liberator. B-24 avea viteza de croazieră, raza de acțiune și capacitatea de încărcare ale bombelor mai mari decât ale B-17, dar în schimb nu putea să mențină formația de zbor la altitudini mai mari de 21.000 picioare, ceea ce îl făcea mai vulnerabil la focul de baraj al artileriei antiaeriene și la atacurile avioanelor de vânătoare.
Comandamentul american nu luase în considerație nevoia pentru dotarea cu avioane de vânătoare cu rază lungă de acțiune în 1942 și, la fel ca RAF, considerase că bombardierele vor putea tot timpul să își croiască drumul către țintă. Dat fiind acest fapt, americanii nu s-au grăbit să dezvolte un avion de vânătoare cu rază lungă de acțiune. Avionul cu rază medie de acțiune P-38 Lightning fusese proiectat ca interceptor și era potrivit pentru rolul de escortă al bombardierelor. Producția nu ajunsese la nivelurile cerute, iar luptele din Marea Mediterană absorbise cele mai multe aparate P-38. O soluție de moment oferită americanilor a fost avionul britanic Spitfire, dar acesta nu avea capacitatea să zboare mai departe de malurile atlantice ale Europei.

### Obiectivele strategice americane
Politica strategică americană era diferită de cea a RAF. Moralul civililor germani nu era un obiectiv principal pentru planificatorii USAAF. Aceștia consideratu că atacurile împotriva obiectivelor economice, așa cum erau centralele electrice sau uzinele pot conduce mai rapid la rezultatele urmărite de RAF, fără să fie nevoie să se apeleze la „bombardamente nediscriminatorii asupra civililor”.
Serviciile de informații americane dețineau date care să arate că, la sfârșitul anului 1941, Wehrmachtul și industria militară erau deja solicitate la maximum și considerau că anumite obiective vitale pentru armată ar fi fost țintele perfecte pentru atac. Ca urmare, americani au pus petrolul, uleiurile și cauciucul sintetic pe lista „Air War Plan 42”. Aceste obiective au devenit punctul central al efortului american plecând de la convingerea falsă că forțele terestre germane sunt motorizate în proporție mare. În 1942 și 1943, bazele U-boot au fost adăugate pe această listă datorită amenințării crescânde pe care o reprezentau submarinele pentru convoaiele aliate care traversau Atlanticul. Dar cea mai mare diferență dintre americani și britanici a fost accentul pus de USAAF pe acțiunea de distrugere a Luftwaffe. Britanicii credeau că acest obiectiv putea fi atins doar prin paralizarea economiei germane.
Agenda americană din 1943 a planificat lovituri împotriva industriei aeronautice germane, care era considerată ca principala condiție de existență a oricărei ofensive aeriene sau terestre pe continent. Obiectivul american era înfrângerea Luftwaffe în aer și pe pământ și să distrugă în același timp industria aeronautică într-o proporție atât de mare încât să nu mai prezinte o amenințare împotriva unei invazii aliate pe continent Generalul Ira C. Eaker a propus o ofensivă combinată pentru atingerea acestui obiectiv – Operațiunea Pointblank. Acest plan se baza pe atacurile diurne de precizie ale USAAF, sprijinite de bombardamentele nocturne făcute după metodele RAF Bomber Command. Harris era nu dorea folosirea bombardierelor americane pentru bombardamentele de precizie. El era în favoarea bombardamentelor asupra regiunilor întinse ale orașelor industriale. Succesele RAF Bomber Command din timpul Bătăliei Ruhrului și a și a Hamburgului, cât și a eșecurilor USAAF de a-și atinge țintele în 1943 păreau că îi dau dreptate lui Harris. Pierderile grele ale bombardierelor neescortate cu rezultate modeste a făcut ca bombardamentele în adâncul teritoriului german să fie suspendate în octombrie 1943. Doar după introducerea noului aparat cu rază lungă de acțiunea P-51 Mustang, capabile să escorteze bombardierele până la țintă și înapoi, bombardamentele strategice au fost reluate.

### Abordarea germană

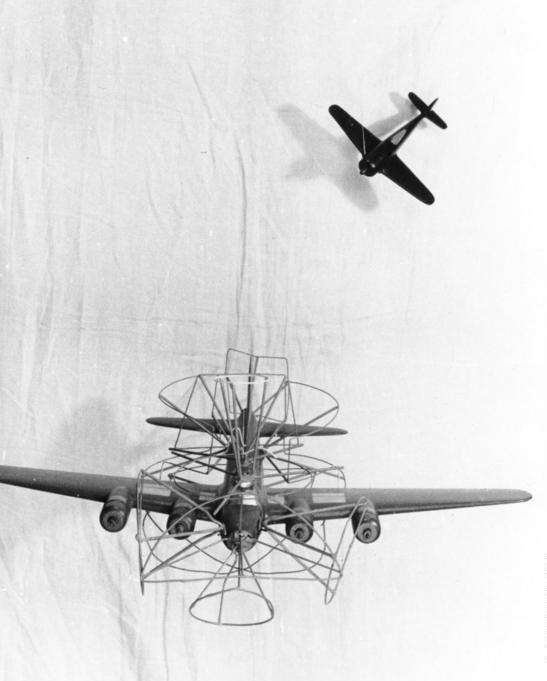
Material de pregărtire al piloțiolor de vânătoare germani

Comandamentul german nu avea o părere bună despre forțele aeriene americane. Göring i-a dat asigurări lui Hitler că bombardierul B-17 era de o calitate mizerabilă, americanii fiind în stare să fabrice doar frigidere funcționale. Generalul-colonel Hans Jeschonnek a comentat în iulie 1942 în timpul unei conferințe care trata potențialul ofensiv aliat că „Fiecare bombardier cvadrimotor al aliaților occidentali mă fac fericit, pentru că le vom doborât tot așa cum le-am doborât pe cele [britanice] bimotoare”.

Aceste aprecieri nu sunt de înțeles, dacă ținem seama de sursele informative de care dispuneau germanii la Washington care, în perioada de până la intrarea SUA în război, oferiseră numeroase rapoarte detaliate cu privire la performanțele dovedite, dar și la cele potențiale, ale avioanelor americane. Hans Jeschonnek și-a schimbat rapid punctul de vedere. El a luat în serios aceste rapoarte și le-a trimis lui Hitler și Göring pentru evidențierea pericolului pe care îl reprezenta în opinia sa USAAF. Jeschonek propunea în consecință începerea cu prioritate a proiectării și producției de masă a noi interceptoare. Hitler a ignorat rapoartele și i-a dat dreptate lui Göring. Jeschonnek a ajuns să fie disperat. El i-a scris generalului Friedrich von Boetticher (care lucrase ca atașat militar la ambasada germană din Washington):
Boetticher, suntem pierduți. Ani de zile, pe baza rapoartelor dumneavoastră, am înaintat cereri lui Göring și Hitler, dar de ani de zile cererilor mele pentru dezvoltarea Luftwaffe nu li s-a dat un răspuns. Nu mai avem apărarea aeriană pe care am cerut-o și care este necesară… nu mai avem deloc timp… să ne aprovizionăm cu armele cu care să luptăm cu cumplita amenințare pe care ați prezis-o și pe care ne-ați raportat-o. Atunci vom fi acoperiți din aer cu un perete care va paraliza puterea noastră de rezistență.
Jeschonnek nu avea personalitatea necesară ca să-și impună punctele de vedere superiorilor săi. În lipsa unor judecăți obiective, optimismul oficial a copleșit pe toată lumea.

### Problemele de aprovizionare ale germanilor
De cele mai multe ori, unitățile din prima linie a frontului din vest se plângeau de numărul redus de avioane și de performanțele acestora. Unitățile se plângeau de lipsa unui aparat de zbor capabil să zboare în orice condiții meteo ca și de lipsa puterii ascensionale a avionului Bf 109. Proiectanții care lucrau pentru Luftwaffe nu reușiseră să creeze doar un singur aparat performant, Fw 190. Feldmareșalul Erhard Milch era cel care trebuia să îl ajute pe Ernst Udet să crească producția de avioane și să introducă noi tipuri moderne de avioane de vânătoare în producție. Cei doi aveau să explice la o întâlnire a „Consiliul Industrial al Reichului” de pe 18 septembrie 1941 că noua generație de avioane nu a putut fie construită, iar tipurile depășite trebuie să fie în continuare produse, pentru acoperirea nevoilor frontului.
În 1941, aparatul Fw 190 a început să înlocuiască treptat Bf 109 ca principal avion de vânătoare al Luftwaffe. Fw 190 s-a dovedit a fi mult mai manevrabil și mai bine dotat cu armament, dar performanțele lui peste 20.000 de picioare (6100 m) scădeau considerabil. Variantele avionului Bf 109 se comportau bine la altitudini foarte mari și erau un adversar redutabil pentru aparatele de vânătoare aliate. OKL a decis prin urmare să păstreze ambele tipuri în producție, Fw 190 și Bf 109. Spre sfârșitul războiului, Focke-Wulf Fw 190 a fost dotat cu armament greu, ducând astfel performanțele lui la altitudini mari și mai mult. Aceste avioane au fost folosite în special pentru lupta împotriva bombardierelor, în vreme ce Bf 109, mai performant la altitudini mari, au fost folosite în lupta împotriva avioanelor aliate de escortă.

## Superioaritatea aeriană germană pe timpul zilei (1942–1943)

### Prioritățile germanilor

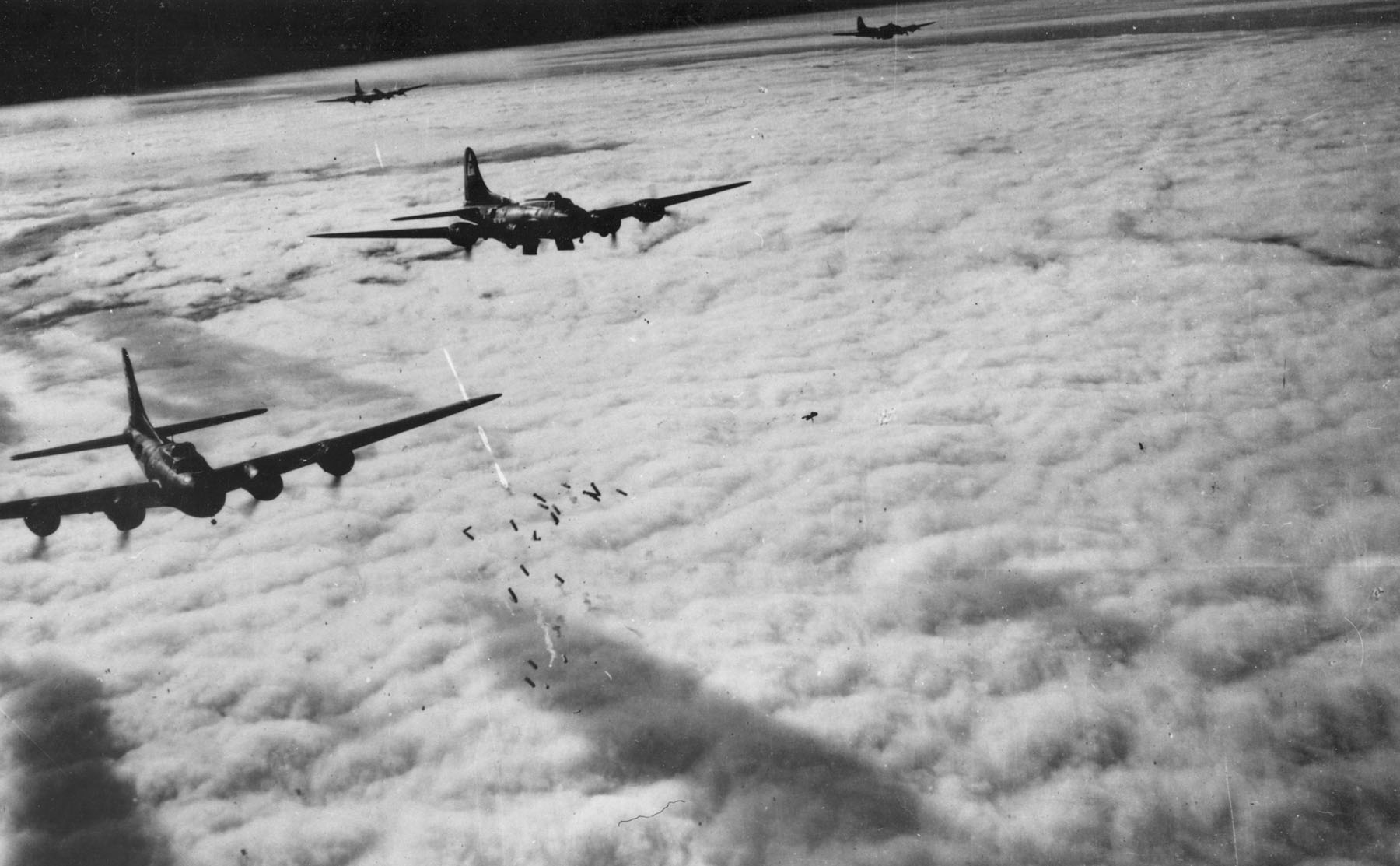
Bombardierele Boeing B-17F lansându-și încărcătura explozivă prin perdeaua de nori asupra orașului Bremen pe 13 noiembrie 1943.

Mobilizarea americanilor în ETO (Teatrul European de Operațiuni) a avut un ritm lent. A trecut peste un an de la declarația de război a lui Hitler împotriva SUA până când primul atac al USAAF împotriva țintelor germane să aibă loc. Formațiuni cu efective reduse de B-17 au efectuat misiuni deasupra Franței și Țărilor de Jos în 1942, dar fără rezultate notabile, la fel precum raidurile RAF din 1940-1941. Primul raid american împotriva țintelor din Germania a fost cel de pe 27 ianuarie 1943 împotriva Wilhelmshaven.
Defensiva aeriană germană era formată în acel moment din Luftwaffenbefehlshaber Mitte, care proteja Țările de Jos și Germania și Luftflotte 3 care apăra Belgia și Franța .Lw Bfh Mitte era formară din doar 179 de avioane de vânătoare. Hitler și Göring nu au putut fi convinși să întărească ramura de vânătoare a aviației în detrimentul bombardierelor, iar alte avioane de vânătoare nu puteau să fie decât transferate de pe alte teatre de operațiuni.
Conducerea Luftwaffe a continuat să facă presiuni pentru producerea de bombardiere și în același timp a acordat prea puțină atenție noilor tipuri de avioane de vânătoare. Pe 22 februarie 1943, la o conferință cu ofițerii de stat major, printre care și Milch și Jeschonnek, Göring a refuzat să accepte ideea că americanii aveau în dotare un avion de vânătoare performant. P-47 Thunderbolt, care își făcută deja simțită prezența în spațiul aerian german, a fost considerat inferior aparatelor germane.
Pe 18 martie 1943, Göring s-a contrazis și s-a plâns că proiectanții germani din industria aeronautică l-au dezamăgit. El a pretins că modelul Bf 109 se apropia de limitele de exploatare și că nu exista nici un aparat care să fie gata să îl înlocuiască. Milch și Albert Speer, nou numitul ministru al armamentului, nu prea au avut ce să facă pentru dezvoltarea unui nou avion, de vreme ce toate resursele și energia erau canalizate spre creșterea producției pentru tipurile de avioane deja existente, ca răspuns la creșterea amplorii ofensivei aliaților. Producția unor modele de avioane precum Focke-Wulf Ta 152, Dornier Do 335 sau Messerschmitt Me 262 a fost amânată pentru diferite motive. Luptele aeriene din 1943 și 1944 au fost duse cu vechile tipuri de avioane, Messerschmitt Bf 110, Bf 109, Fw 190 și Ju 88.

### Înfrângerea ofensivei americane pe timp de zi

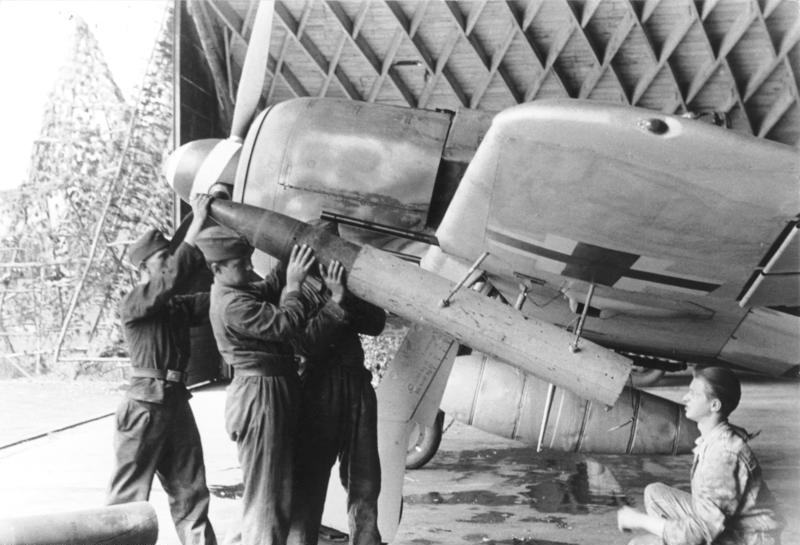
Încărcarea rachetelor Werfer-Granate 21 sub aripile unui avion JG 26 Stabsschwarm

Eficiența și performanțele avioanelor germane de vânătoarea au atins culmea în timpul anului 1943. Fără să dispună de avioane de escortă cu rază de acțiune suficient de lungă, raidurile de bombardament ale USAAF împotriva teritoriului german au avut ca rezultat pierderea a numeroase bombardiere. Avioanele de vânătoare germane au fost dotate treptat cu arme de calibru din ce în ce mai mare, pentru ca să fie capabile să lupte cu succes cu fortărețele zburătoare americane. Alături de Bf 109 au participat la lupte și tipurile Bf 110, Dornier Do 217 sau Ju 88, iar dotările mergeau de la mitraliere de calibru mare, la tunuri sau la rachete aer-aer neghidate. Toate aceste arme puteau provoca pierderi foarte grele escadrilelor de bombardiere.
Aceasta a fost perioada în care Luftwaffe a repurtat cele mai multe victorii împotriva USAAF. Misuunea Schweinfurt-Regensburg de pe 17 august 1943 a dus la doborârea a 36 dintre cele 230 de bombardiere B-17 și pierderea a 200 de oameni. În plus, un raid efectuat mai devreme împotriva orașului Regensburg a dus la pierderea a 60 B-17 într-o singură zi. Luftwaffe a pierdut aproximativ 27 de avioane de luptă. O a doua tentativă de atac de pe 14 octombrie 1943, „Misunea 115”, care avea să fie cunoscută ca „Joia Neagră” avea să ducă la avariera a 122 de avionae și doborârea a 77 B-17 dintre cele 291 de bombardiere participante la misiune. Germanii au pierdut 38 de avioane de vânătoare.
Raidurile au avut un efect uriaș asupra distribuției armamentului german. În vara anului 1943, 2.132 tunuri antiaeriene protejau obiectivele industriale germane. Cu trei ani mai înainte, existau doar 791 de tunuri AA. Aceste tunuri ar fi fost mai folositoare pe front. Statisticile arată că erau trase aproximativ 16.000 de proiectile pentru tunurile de 88 mm pentru doborârea unui singur avion german .
Producția de avioane de vânătoare ar fi trebuit să fie considerată o prioritate, dar Hitler și Göring au interzis orice modificare a priorităților industriei aviatice. Pierderile au avut un efect important asupra ritmului producției. În iulie 1943 se produceau 1.263 de aparate de zbor, pentru ca, în decembrie, producția să scadă la 687. Reducerea s-a datorat eforturilor americane de bombardare a fabricilor de avioane. În octombrie 1943, spionajul german a raportat că avioanele de vânătoare aliate pot zbura până la Hamburg. Avioanele P-47 și P-38 au fost dotate cu rezervoare detașabile, care le extindea raza de acțiune. Unele s-au prăbușit după terminarea combustibilului lângă Aachen, la granița de vest a Germaniei. General der Jagflieger Adolf Galland i-a supus acest fapt atenției lui Göring, care a refuzat să ia măsuri, considerând că este vorba cel mult de noroc. El a considerat că avioanele de vânătoare trebuie să fi fost avariate și să fi planat de la o altitudine mare până s-au prăbușit. Primejdia reprezentată de avioanele de vânătoare aliate cu rază lungă de acțiune a fost ignorată.
De la mijlocul lunii decembrie 1943 până la mijlocul lunii februarie 1944, când a fost lansată Operațiunea Argument (Marea Săptămână), Luftwaffe a cucerit superioritatea aeriană deaspura Germaniei. Comandanții USAAF și-au dat seama că acest fapt nu poate fi schimbat până când un număr suficient de mare de avioane de vânătoare cu rază lungă de acțiune destinate escortei bombardierelo nu va fi disponibil. Flota aeriană a 8-a nu va mai efectua raiduri la mare distanță în interiorul Germaniei pentru tot restul anului..

## Succesul parțial britanic (1942–1943)

### Ofensivele zonale

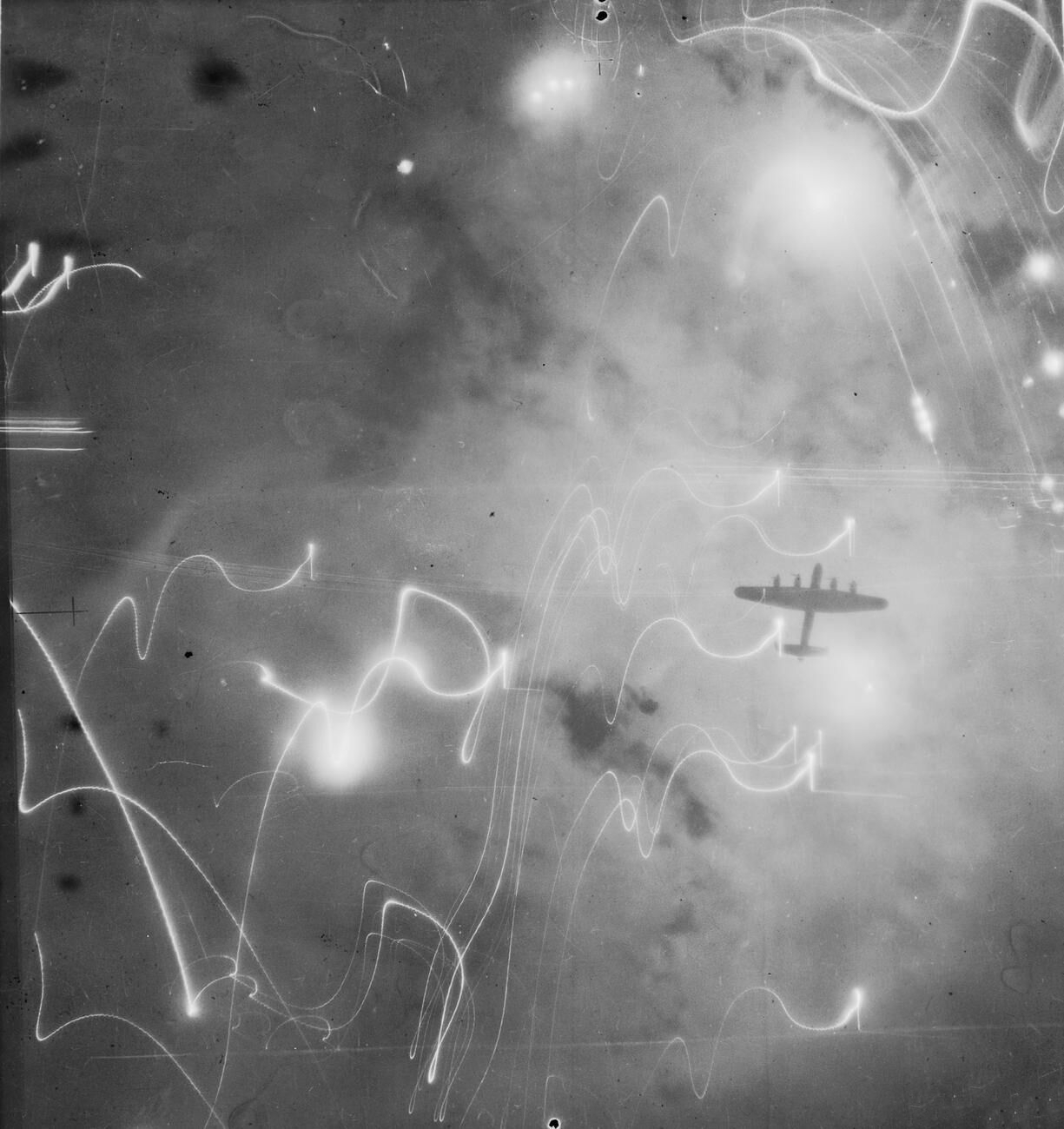
Un bombardier Avro Lancaster din cadrul Grupului 1 RAF deasupra Hamburgului în noaptea de 30/31 ianuarie 1943

RAF Bomber Command a înregistrat o serie de succese în această perioadă. Au fost introduse noi mijloace de navigație precum OBOE (Observer Bombing Over Enemy), care au permis creșterea preciziei bombardamentelor. bombardarea Kölnului în mai 1942, cele cinci luni ale Bătăliei Ruhrurului și bombardarea Hamburgului au fost succese importante ale RAF.
În timpul Bătăliei Ruhrurului, Bomber Command a reușit să submineze grav producția germană. Producția de oțel a scăzut cu 180.000 t. Producția de armament a suferit o scădere a cantității aprovizionate de oțel de 360.000 t. După ce a producția de oțel a Germaniei s-a dublat în 1942, aceasta a crescut doar cu 20% în 1943. Hitler și Speer au fost obligați să scadă cifrele planificate pentru producția de armament. Distrugerile din industrie au provocat o criză a pieselor de schimb (Zulieferungskrise). Creșterea producție de avioane pentru Luftwaffe a fost stopată. Volumul lunar al producției nu a mai crescut între iulie 1943 și martie 1944. Raidul din 8 martie 1943 împotriva orașului Essen a dus la distrugerea totală a 65 ha din centrul orașului și distrugerea 182% ha din oraș în proporție de 75% . Atacurile împotriva orașului industrial Kassel a distrus casele a 123.000 de locuitori (62% din populație) și a ucis 6.000 de oameni. Fabrica firmei Henschel und Sohn care producea tancul Tiger I și-a oprit producția pentru mai multe luni  , iar producția de tunuri antiaeriene de 88 mm a fost orpită pentru patru luni. Producția de locomotive, specialitatea firmei Henschel, a încetat după iulie 1943. Distrugerea locuințelor a aproximativ 100.000 dintr lucrătorii firmei a dus de asemenea la probleme de producție. Producția de focoase de artilerie a fost de asemenea oprită. Pentru moment, Bomber Command reușise să oprească „miracolul armamentului lui Speer” . Bombardamentele au avut și alte efecte, ca de exmplu transferul a aproximativ 7.000 de piese de artilerie grea pentru apărarea regiuni Ruhr. Acest succes i-a costat mult pe britanici. Regatul Unit și Commonwealthul au pierdut 2.122 britanici, 590 canadieni, 150 australieni, 102 neozeelandezi și sud-africani.
În primăvara anului 1943, britanicii au avut șansa ca un echipaj al unui avion de vânătoare nocturnă Ju 88R-1 să dezerteze. Acest avion era dotat cu radarul de bord Lichtenstein B/C. Ca urmare, britanicii au dezvoltat metode simple și eficiente pentru blocarea capacității de identificare a bombardierelor de noapte (Chaff - panglică reflectoare metalizată pentru interferență în radiolocație), punând capăt tacticii Wilde Sau prin care avioanelor de vânătoare diurnă erau folosite pentru interceptările de noapte.
Bombardarea Hamburgului în iulie 1943 a fost făcut dincolo de raza de acțiune OBOE, bombardierele RAF au folosit pentru prima oară pe utilizarea radarului H2S. Cu această ocazie au fost folosite și paglicile refletorizante „Chaff” pentru derutarea operatorilor radar germani. Ca urmare, doar 12 bombardiere au fost doborâte și 31 avariate în prima noapte. 306 din 728 de bombardiere au lovit țintele ordonate. Cifrele oferite de surse germane indică 183 de fabrici mari distruse din cele 524 ale orașului și 4.118 fabrici mici din 9. Alte pierderi sunt 580 de ateliere pentru producerea armamentului, din care 299 au fost suficient de importante pentru ca să fie menționate nominal, distruse sau avariate parțial. Sistemul transportului local a fost distrus în totalitate și a trecut o lungă perioadă de timp până când și-a revenit la normal. Au fost distruse 214.350 locuințe dintre cele 414.500 ale orașului. Panglicile reflectorizante au oferit bombardierelor avantajul tactic, dar aceasta nu avea să dureze prea mult .

### Reacția germană
După ce a fost surprinsă de atacurile aeriene protejate de lansarea de panglici reflectorizante „Chaff”, Luftwaffe și-a schimbat tacticile. Cu radarele neutralizate de panglicile reflectorizante, avioanele de vânătoare nocturnă nu mai puteau intercepta cu ușurință bombardierele. Până la urmă, operatorii radar de la sol nu au mai utilizat radarele pentru ghidarea vânătorilor germani și urmărirea individuală a bombardierelor. În schimb, controlorii de zbor au oferit informații asupra rutelor pe care se deplasau grupurile de bombardiere. Bombardierele nu mai erau urmărite individual decât dacă erau prinse în fascicolul luminos al proiectoarelor. Aceste schimbări nu au dus la obținerea imediată a unor succese, dar au deschis calea pentru o metodă de control mai puțin strictă, care lăsa o mai mare doză de inițiativă piloților de vânătoare. Succesul noilor tactici a fost indicată de creșterea pierderilor din rândurile bombardierelor.
Au fost încercate și alte tactici. Metoda „Wilde Sau” prin, care un avion de vânătoare monoloc sprijinit de proiectoare de căutare folosea detectoarele pasive de radar a fost implementat pe 26 septembrie 1943. Această a avut succese limitate, dar germanii au suferit pierderi mari în iarna 1943–1944. Jagddivision 30, unitatea specializată în controlul Wilde Sau și-a demobilizat escadrilele de vânătoare de noapte, restul escadrilelor fiind detașate pentru lupta pe timp de zi împotriva bombardierelor.
Producția germană de avioane era capabilă doar să țină pasul cu pierderile avioanelor de vânătoare de noapte. Au fost pierdute 2.375 avioane, dar au fost construite doar 2.613 au fost construite, sau s-au reîntors pe front după ce au fost reparate în uzinele germane. Disponibilitatea avioanelor a scăzut de la 72% la 66%. Luptele aeriene au provocat pierderi și RAF. Bătălia Ruhrului a costat RAF 923 de bombardiere, iar alte 813 au fost pierdute deasupra Hamburgului.
Contribuția RAF Bomber Command la efortul aliat de război din această perioadă au rămas controversate. Până la sfârșitul anului 1943, conducerea nazistă s-a temut de scăderea moralului populației civile și chiar de izbucnirea unui război civil. Joseph Goebbels, ministrul propagandei celui de-al Treilea Reich, a denunțat raidurile ca fiind „bombardamente teroriste” și a căutat să ralieze populația civilă în activitatea pentru ridicarea moralului. Albert Speer a notat în jurnalul său că temerile lui Goebbels cu privire la moralul populației s-au dovedit nefondate. Moralul populației se îmbunătățea, iar RAF a eșuat în încercarea de subminare a acestuia. Cu toate acestea, United States Strategic Bombing Survey a ajuns la concluzia că totuși moralul populației s-a prăbușit. În zilele noastre, aproximativ 75% din populația germaniei crede că războiul a fost piedut pentru că Luftwaffe a fost incapabilă să oprească bombardamentele aeriene.

## Modificarea tendințelor (1944)

### Reorganizarea Luftwaffe

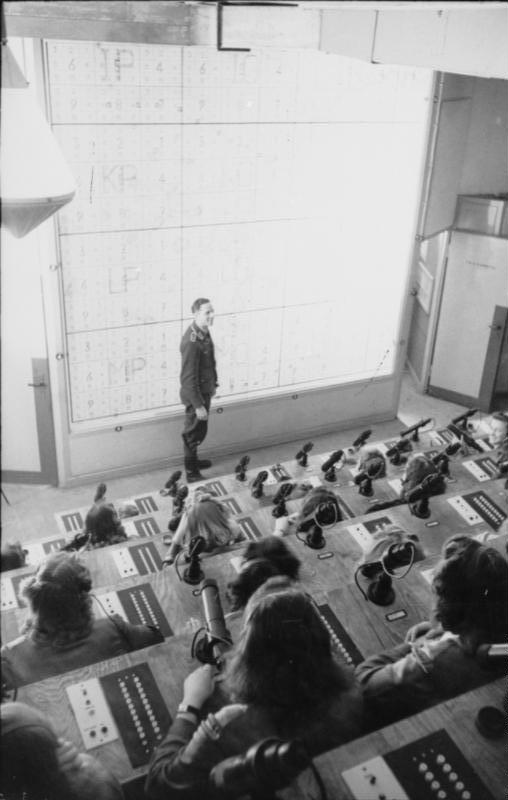
Cartierul general al Diviziei a 4-a antiaeriană din Duisburg-Wolfsburg. Pe hărțile de pe perete se văd careurile avioanelor de vânătoare ale așa-numitei Linii Kammhuber

Rapoartele cu privire la apariția unor avioane de vânătoare ale USAAF a pus tot mai multe probleme defensivei germane. Apărarea teritoriului german a căpătat o prioritate sporită față de restul teritoriului. Generaloberst Wiese s-a întâlnit cu echipa lui Adolf Galland în noiembrie 1943 într-o încercare de găsirea unei soluții problemei. În acel moment, cinci divizii aeriene apărau spațiul aerian german. 3. Jagddivision era prima linie defensivă, protejând spațiul aerian german de la frontiera franceză, până la Luxemburg și în vestul Belgiei. 1. Jagddivision apăra Țările de Jos și nordul Germaniei. 2. Jagddivision era responsabilă pentru apărare Danemarcei și Germania de nord și centrală și își avea baza principală în apropierea orașului Hamburg. 4. Jagddivision trebuia să apere zonei Berlinului, iar 5. Jagddivision apăra sudul Germaniei
Comandantul 3. Jagddivision's, Oberst Walter Grabmann a sugerat următoarele modificări:
- Toate grupurile (Gruppen) de avioane Bf 109 trebuiau să fie destinate luptei împotriva escortelor bombardierelor americane;
- Două Gruppen ar fi trebuit să decoleze mai înainte de principala forță de intercepție;
- Avioanele dotate cu armament greu Fw 190 Sturmgruppen urmau să fie direcționate împotriva bombardierelor, a căror avioane de escortă trebuiau să fie deja îndepărtate

Wiese a emis două ordine:
- Unitățile de avioane grele de vânătoare (Zerstörer) Bf 110 și Ju 88 trebuiau să atace doar dacă bombardierelor le fusese îndepărtată escorta așa cum se descrisese mai înînainte.
- Avioanele grele de vânătoare aveau permisiunea să atace dacă bombardierele ajunseseră în zona de atac care se afla dincolo de raza de acțiune a avioanelor de escortă.

Avioanele de vânătoare cu un singur motor au devenit cunoscute ca formațiuni de luptă Gefechtsverband. Formațiunile mai sus menționate Sturmgruppen de avioane cu blindaj și dotate cu armament greu Fw 190A trebuiau escortate de două Begleitgruppen de avioane ușoare de vânătoare, de obicei Bf 109G. Acestea din urmă trebuiau să împiedice tot mai primejdioasele P-51 Mustang să atace Sturmböcke Fw 190A (distrugătoarele de bombardiere).
În acest timp, importanța defensivei aeriene a propriului teritoriu a fost recunoscută, iar Luftwaffenbefehlshaber Mitte a fost redenumită Luftflotte Reich (Flota Aeriană Reich). Wiese a fost îndepărtat de la comandă, în locul lui fiind numit un aviator mult mai experimentat Hans-Jürgen Stumpff.

### Reorganizarea USAAF
În paralel, Henry H. Arnold a emis un ordin destinat USAAF din Europa, care sublinia principalul obiectiv al Operațiunii Pointblank:
Mesajul meu personal pentru voi – aceasta este obligatoriu – este să distrugeți forța aeriană a inamicului oriunde ați întâlnio, în aer, pe pământ sau în fabrici .
Generalul Eaker a fost înlocuit cu generalul locotenent Carl Spaatz la comanda USAAF Strategic Air Forces din Europa. James H. Doolittle a primit comanda Flotei Aeriene a 8-a (8AF) și, pe 21 ianuarie, el a ordonat distrugerea aviației germane de vânătoare în cadrul pregătirilor pentru Ziua Z – când avea să se declanșeze debarcarea din Normandia. Pentru atingerea acestui obiectiv, Doolittle a afirmat că Luftwaffe poate fi distrusă doar prin lupte de uzură pe toate fronturile.
Generalul Eaker a fost numit la comanda Forțelor Aeriene Aliate din Mediterana. Printre forțele pe care avea să le comande se aflau Flota Aeriană a 12-a (12AF) și a 15-a (15AF) cu baza în Italia.

### Câștigarea supremației aeriene de către americani

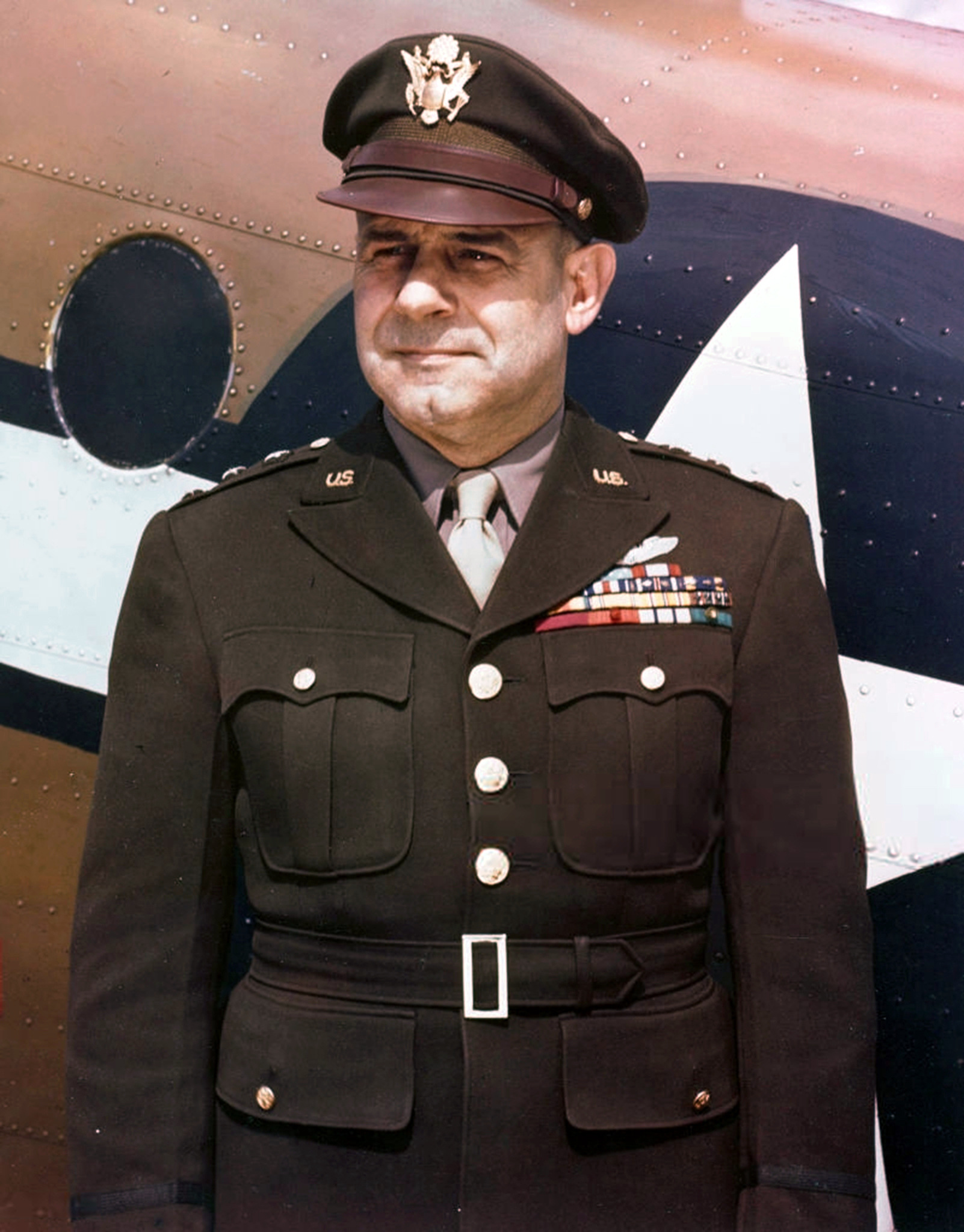
Genralul maior James Doolittle, Comandantul 8AF, cel care avea să asigure supremația aerinană a aliaților prin folosirea avioanelor de escortă P-51 la începutul anului 1944

Avioane P-51 Mustang în formație în vara anului 1944. Spre deosebire de britanicele Spitfire, P-51 erau capabile să escorteze bombardierele USAAF spre ținte și pe drumul de întoarcere la baze. P-51 aveau să înfrângă avioanele de vânătoare Luftwaffe în 1944–1945

Doolittle și-a început campania de distrugere a Luftwaffe în timpul „Marii Săptămâni” (Big Week), în perioada 20–25 February 1944, ca parte a campaniei de bombardamente strategice din Europa. USAAF a lansat „Operațiunea Argument”, o serie de misiuni împotriva obiectivelor germane, care a devenit cunoscută mai apoi ca „Marea Săptămână”. Planificatorii militari americani au încercat să atragă Luftwaffe într-o bătălie aeriană decisivă prin lansarea unor atacuri masive împotriva industriei aeronautice germane. Dacă ar fi reușit să înfrângă Luftwaffe, aliații și-ar fi asigurat supramația aeriană, iar debarcarea din Normandia (Operațiunea Overlord) s-ar fi putut declanșă cu sorți mari de izbândă. Bombardamentele diurne au fost sprijinite de campania de bombardamente nocturne ale RAF Bomber Command.
15AF a pierdut 90 de bombardiere, 8AF a pierdut 157 de bombardiere, iar RAF Bomber Command a pierdut 131 de bombardiere. Capacitatea de luptă 8AF a scăzut de la 75% la 54%, iar capacitatea de luptă a avioanelor sale de vânătoare a scăzut de la 72% la 65%.. Defensiva Aeriană a Reichului (RLV, Reichs-Luftverteidigung) a pierdut 355 de avioane de vânătoare, iar capacitatea operațională a scuzut la 50%. RLV a pierdut și aproximativ 100 de piloți. În vreme ce Spaatz a considerat că rezultatul este o victorie, producția industriei aviatice germane a scăzut foarte puțin. Dar pe de altă parte, luptele de uzură au dus la scădrea continuă a capacității de luptă a Luftwaffe. După „Big Week”, aliații au cucerit și au menținut pentru tot restul războiului supremația aeriană.
Una dintre cele mai importante schimbări ale „Marii Săptămâni” a fost introducerea în luptă a avionului P-51 Mustang. Acest aparat avea o rază de acțiune suficient de mare ca să escorteze bombardierele USAAF spre ținte și înapoi la baze. Avionul avea performanțe superioare, care îi permiteau să se angajeze în luptă cu sorți mari de izbândă cu orice aparat de vânătoare germane. Era dotat cu șase mitraliere M2 Browning de calibru 12,7mm. Numărul aparatelor Mustangs a crescut constant din februarie 1944. Reechiparea rapidă cu noile aparate i-a permis noului comandant al 8AF, Jimmy Doolittle, să trimită escadrile de aparate de vânătoare Mustang înaintea formațiunilor de bombardiere să asigure „măturarea” cerului de aparate Luftwafe și să asigure astfel succesul bombardamentelor.
Dată fiind superioritatea aeriană aliată, Luftwaffe a fost supusă unor mari presiuni în perioada martie – aprilie 1944. Raportul General der Jagdflieger Adolf Galland de pe 27 aprilie 1944 menționa faptul că germanii pierduseră în ultimele 10 operațiuni 500 de aparate și 400 de piloți. Galland nota că în ultimele patru luni pierduse aproximativ 1.000 de piloți. Galland sublinia că aliații îi depășeau numeric pe germani la capitulul avioane de vânătoare în proporție de 6:1 până la 8:1, iar nivelul de pregătire al piloților de vânătoare aliați era „uimitor de ridicat” .
Aproximativ 25% din efectivele piloților de vânătoare germani au fost pierdute doar în luna mai 1944 iar, în perioada martie – mai 1944, aproximativ 50% din avioanele de vânătoare disponibile au fost doborâte în fiecare lună. Galland a recunoscut că Luftwaffe pierdea răboiul de uzură și a cerut concentrarea mai degrabă pe calitate decât pe cantitate. Galland nota în raportul din 27 aprilie: „Aș prefera în acest moment să am în acțiune un Me 262 decât cinci Bf 109. Obișnuiam să spun trei 109, dar situația a evoluat și s-a modificat”.
Nevoia pentru superioritate tehnică a fost evidentă în pierderile din prima jumătatea a anului 1944. În ianuarie, Luftwaffe dispunea de 2.283. În perioada ianuarie – mai 1944, germanii au pierdut 2.262 piloți, o rată a pierderilor de 99%. Pierderile masive în oameni și avioane le-a permis aliaților să câștige superioritatea aeraină pe cerul continentului. Printre piloții pe care i-a pierdut Germania se aflau și foarte mulți militari experimentați. Situația era atât de gravă, încât Galland a remarcat: 
Situația tensionată a efectivelor din apărarea aeriană a Reichului presupune aducerea de urgență a personalului navigant experimentat din alte arme ale serviciului, în special pentru menținerea puterii de luptă a armei aerului, piloți experimentați în atacuri la sol și din unitățile de bombardiere, în special ofițeri corespunzători ca lideri de formație…
Apariția tot mai multor avioane de vânătoare americane, care îi doborau pe cei mai buni piloți de vânătoare a pornit un cerc vicios. Pentru asigurarea nevoilor de pe front, timpul de instruire a fost redus. Scurtarea timpului de instruire ducea la scăderea capacității de luptă a piloților, ceea ce creștea în mod corespunzător probabilitatea ca tinerii piloți să fie uciși în confruntările aeriene. Ofensiva aliaților împotriva producției de combustibili și uleiuri a Axei a dus la scădere și mai mare a perioadelor de instruire, ceea ce nu a făcut decât să înrăutățească situația pentru germani.
Poziția a continuat să se deterioreze de-a lungul întregului an 1944. Cum teritoriile controlate de germani s-au restrâns, numărul de baterii de artilerie antiaeriană disponibile a crescut. În perioada noiembrie – decembrie 1944, artileria antiaeriană s-a dovedit mai eficientă în doborârea bombardierelor aliate decât Luftwaffe. Un exemplu ar fi al atacurilor împotriva regiunii Ruhr, când bateriile AA au doborât 59 de bombardiere USAAF, în vreme ce avioanele de vânătoare doar 13. Activitatea puternicei artilerii antiaeriene a redus precizia bombardamentelor și a sprijinit în aceeași măsură atacul avioanelor proprii de vânătoare. Pierderile germanilor a atins punctul de maxim pe 26 noiembrie, când în timpul interceptării bombardierelor aliate RLV a pierdut 119 avioane de vânătoare, 60 de piloți uciși și 32 de piloți răniți pentru doar 25 de avioane de vânătoare și șase bombardiere ale USAAF.

### Războiul nocturn și lupta tehnologică

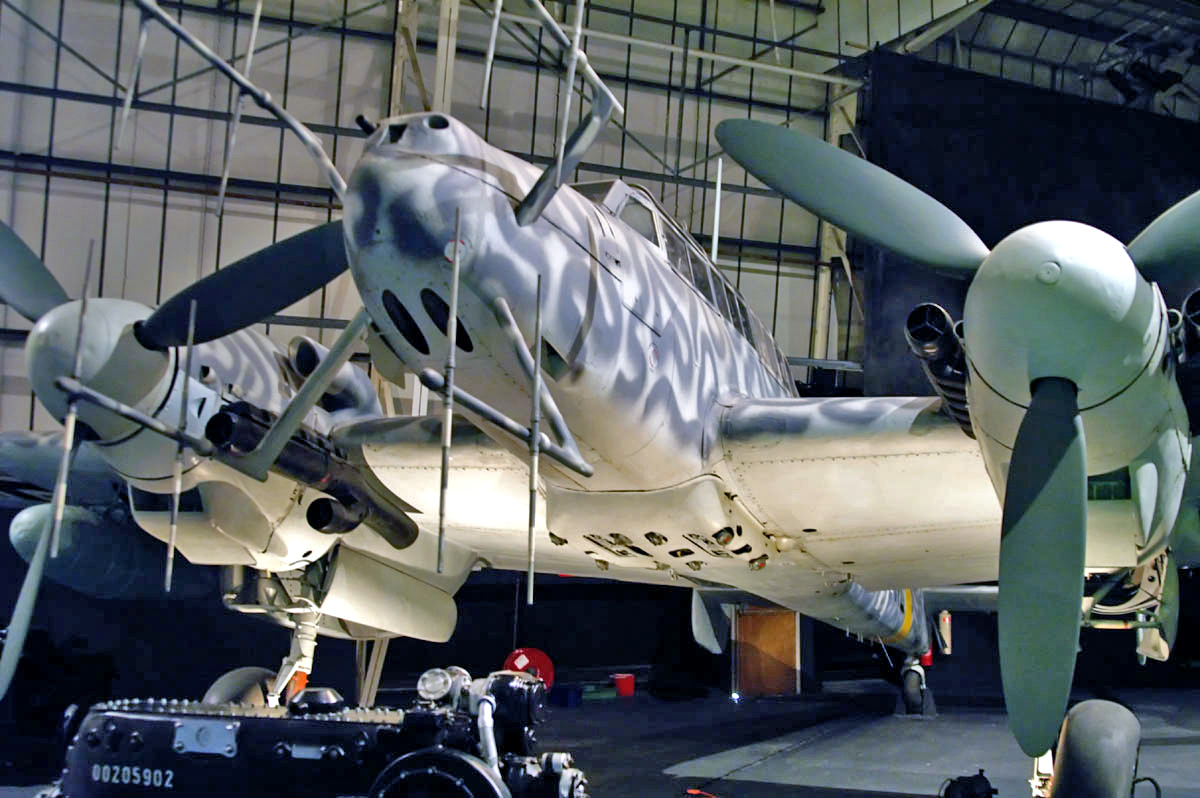
Un Messerschmitt Bf 110 G-4 din Muzeul RAF din Hendon dotat cu antene FuG 220 Hirschgeweih de a doua generație

După ce a reușit să depășească handicapul radarului în banda UHF band Lichtenstein C-1 al Luftwaffe pe la mijlocul anului 1943, în primele șase lunmi ale anului 1944, ofensiva RAF Bomber Command a trebuit facă față eforturilor germanilor pentru câștigarea războiului tehnologic. Bomber Command a introdus contramăsurile Chaff (panglică reflectoare metalizată pentru interferență în radiolocație) cunoscute de germani ca Düppel, care duceau la „orbirea” radarelor germane și la o localizare dificilă a poziției bombardierelor. Pentru reducerea pierderilor și mai mult, Bomber Command și-a scurtat atacurile deasupra țintelor până la cinci minute, reducând astfel posibilitatea interceptării aparatelor proprii. Englezii au folosit și rute de deplasare fantomă, care să mascheze adevăratele rute de deplasare a bombardierelor. Mai târziu, a fost folosite emițătoarelor de bruiere a radarelor „Manfrel”, care era folosită pentru trimiterea avioanelor inamice în zone în care nu erau prezente bombardierele.
Germanii au răspuns prin creșterea eficienței sistemelor de marcare a pozițiilor avioanelor inamice. Corpul Observatorilor Germani a fost esențial în acest efort până la introducerea radarelor cu rază lungă de acțiune Wassermann și Mammuth. După aceasta, marcarea pe hartă a pozițiilor avioanelor a fost centralizată și a devenit mai simplă. Germanii au utilizat de asemenea stații de ascultare pentru urmărirea dispozitivelor IFF (Identification friend or foe) după pornirea lor în spațiul aerian german. Când Bomber Command a ordonat închiderea dispozitivelor IFF, germanii au început să urmărească transmisiunile radarelor „Monica” și „H2S” de pe bombardierele britanice. H2S era urmărit de detectorul de radar Naxos, în vreme ce Monica era urmărit de detectorul de radar Flensburg, ambele montate pe avioanele de vânătoare de noapte. Britanicii nici nu puteau concepe că transmisiuniel radarului H2S pot fi detectate și urmărite, în ciuda faptului că rapoartelor germane criptate cu mașina Enigma (și decriptate de serviciile speciale aliate) arătau că 210 dintre cele 494 de bombardiere doborâte în ianuarie – februarie 1944 deasupra Germaniei se datorau identificării sus-numitelor .
Luftwaffe a introdus radarul de bandă joasă VHF montat pe avioane Lichtenstein SN2, care a fost considerat imposibil de bruiat. Acest tip de radar a cunoscut o folosire extinsă din toamna anului 1943 până la începutul anului 1944. Noul radar a cauzat rapid probleme bombardierelor britanice. Sistemul german de marcarea a avioanelor a fost rapid îmbunătățit și a crescut eficiența defensivei aeriene. În ciuda raidurilor false, care continuau să atragă în cursă avioanele de vânătoare germane și să reducă astfel pierderile, noile sisteme germane au dus la creșterea pierderilor bombardierelor cu 8-9%. Pierderile avioanelor de vânătoare germane s-au ridicat la 664 de aparate în 1944, o cifră considerată acceptabilă.
Dezvoltările tehnologice ale Luftwaffe au avut un impact considerabil asupra operațiunilor din prima jumătate a anului 1944. Noua ofensivă a lui Harris, care a culminat cu Bătălia Berlinului , a suferit pierderi grele și nu și-a atins obiectivele. Planul era să zdrobească moralul germanilor cu pierderi de cel mult 500 de bombardiere. Moralul germanilor a fost afectat într-o măsură mai mică decât s-au așteptat planificatorii britanici, RAF pierzând în timpul campaniei 1.128 de bombardiere. În același timp, germanii au pierdut doar 256 de avioane de vânătoare. Harris a încercat să reducă pierderile prin introducerea avionului de vânoare nocturnă De Havilland Mosquito pe post de escortă a bombardierelor. Aparatul folosit până atunci, Bristol Beaufighter se dovedise ineficient și a fost nevoie de înlocuirea sa. Tehnologia și tactica îi favorizau pe piloții de vânătoare. Serviciile de informații britanice au descoperit însă în iulie 1944, după ce un avion Ju 88G-1 echipat cu ultimul model de radar de band joasă VHF SN-2 Lichtenstein a aterizat din greșeală în Anglia, că că dispozitivele de avertizare Monica erau detectate de sistemul Flensburg și că radarul pentru direcționarea bombardamentelor H2S era detectat de dispozitivul Naxos. De aceea, britanicii au redus în mod semnificativ folosirea dispozitivului H2S, scăzând astfel eficiența metodelor de detectare radar ale germanilor  . Radarul de frecvență înaltă pentru direcționarea bombardamentelor H2X, care opera în domeniul de frecvența de 10 GHz, se se pare că nu a fost detectat de vreun sistem al Luftvaffe care să fi existat până la sfârșitul războiului.

### Scăderea eficienței liniei Kammhuber
Eliberarea Franței și a Țărilor de Jos în 1944 a dus la amplificarea ofensivei bombardierelor. Aliații au fost capabili să depășească cele mai multe sisteme de avertizare a liniei Kammhuber. Până atunci, avioanele de vânătoare nocturnă reușiseră să provoace o rată generală de pierderi bombardierelor britanice care atacau Germania de 3,8% în iulie 1944. Într-o singură noapte (28-29 iulie) aceste cifre s-au ridicat la 8,4%, deși s-a considerat că acestea au fost datorate nopții foarte luminoase. În plus, forțele de vânătoare de noapte au crescut de la 550 de aparate în iulie 1943 la 775 în iulie 1944.
La rândul ei, și Luftwaffe avea pierderi și era forțată să lupte în condițiile în care nu își putea permite pierderi umane sau materiale. Deși pierderile germane erau cu mult mai mici decât cele ale britanicilor, echipajele Luftwaffe sufereau din cauza vremii nefavorabile, a nivelului scăzut de pregătire și a ratei înalte a accidentelor pe timp de noapte. În primele trei luni ale lui 1944, germanii au pierdut 15% din personalul navigant . Introducerea avioanelor de escortă Mosquito a pus mari probleme Nachtjagdgeschwader . Aparatul Mosquito avea performanțe superioare majorității avioanelor de vânătoare nocturnă germane. În acea vreme se zvonea că germanii pierdeau două avioane pentru doborârea unui singur Mosquito. În perioada 1943 - 1945, avioanele de vânătoare nocturnă germane au doborât doar 50 de aparate Mosquito de toate variantele.
Problemele tactice reprezentau doar o față a dificultăților cu care se confruntau vânătoarea nocturnă germană. Campania împotriva industriei petrochimice germane din 1944 a cauzat probleme importante activității de întreținere a avioanelor. După august 1944, aviația de vânătoare nocturnă germană nu a mai avut suficient combustibil pentru pregătirea noilor echipaje sau pentru funcționarea eficientă ca forță defensivă, încetând practic să mai reprezinte o amenințare serioasă pentru Bomber Command.

### Impactul asupra producției germane
Campaniile anului 1944 și superioritatea aeriană a f RAF și USAAF au creat probleme efortului de război german. Pentru ca să facă față amenințărilor bombardamentelor, industria germană a fost obligată să își disperseze producția. Ordiunul oficial a fost dat în februarie 1944, după „Marea Săptămână” (Big Week). Douăzeci și șapte de uzine mari s-au dispersat în 729 de unități mai mici. La sfârșitul războiului, industria aviatică număra aproximativ 300 de mici unități de producție. Fabricile de motoare fuseră dispersate în 249 de locații, față de cele 51 care existaseră inițial.
Costurile și dificultățile logistice ale dispersării producției au crescut neîncetat. Sistemul de transport pe căile ferate a fost supraîncărcat cu transportarea materialelor către diferitele fabrici. În timpul atacurilor declanșate de Bomber Command asupra sistemului de comunicații de la sfârșitul anului 1944, dependența industriei de război de transportul pe cale ferată a dus la scăderea producției. Lipsa specialiștilor s-a făcut din plin simțită în această perioadă. Împărțirea uzinelor în mai multe locații a creat o criză de personal tehnic în cadrul fiecărei unități de producție. Mai mult chiar, industria militară avea nevoie de o creștere cu aproximativ 20% a specialiștilor în transport și intra în competiție pentru personal cu forțele armate și cu alte ramuri ale economiei. În plus, mutarea producției în noi locații a creat probleme de înzestrare a unităților de producție cu utilaje noi. Toate acestea au dus la strangulări ale procesului de producție, ceea ce explică faptul că deși industria militară și-a crescut nivelurile de producție, fabricile nu au reușit să atingă nivelurile planificate în anul 1944..

## Campania petrolului (mai–noiembrie 1944)

### Strategia lui Spaatz
Plecând de la informațiile obținute din surse variate și din observarea mișcărilor de pe teren, planificatorii au tras concluzia că germanii suferă de crize locale profunde și că este nevoie de intensificarea bombardamentelor asupra trenurilor cu cisterne petroliere și a rezervoarelor din apropierea gărilor. Flotele aeriene americane 8AF și 15AF au demonstrat o creștere a preciziei atacurilor prin folosirea radarelor de ghidare H2X, iar bombardierele RAF și-au îmbunătățit la rândul lor precizia de navigare prin folosirea sistemului de ghidare radio Gee-H. Aliații au constatat că uzinele de benzină sintetică erau ținte asupra cărora atacurile aeriene aveau un succes mai mare decât bombardamentele asupra rafinăriilor. Uzinele de benzină sintetică puteau fi scoase din funcțiune datorită unor avarii mici, care ar fi afectat părțile critice ale instalațiilor foarte complicate. În plus, uzinele acestea ocupau o suprafață mai mare decât rafinăriile și erau mai ușor de identificat deoarece erau construite la o oarecare distanță de orașe și apăreau mai clar pe ecranele radarelor pentru direcționarea bombardamentelor. 15AF și-a îmbunătățit rapid precizia atacurilor și a dezvoltat tehnici noi, precum folosirea formațiilor „diamant”, care asigura un grad de securitate sporit pentru bombardiere și o mai mare precizie de lansare.
Efortul de distrugere a rezervelor de combustibil a fost întărit odată cu crearea Joint Oil Targets Committee cu sediul în Londra, care avea ca obiectiv conducerea campaniei de bombardamente într-un mod științific. Această organizație, ai căror membri proveneau din United States Strategic Air Forces in Europe (Forțele Aeriene Strategice ale Statelor Unite în Europa), Air Ministry (Mininisterul Aerului) și Ministry of Economic Warfare (Ministerul Economiei de Război), evalua metodele de atac și verificau datele cu privire la problemele petroliere ale Germaniei. Una dintre primele decizii a fost recomandarea de intensificare a atacurilor împotriva instalațiilor de producere a benzinei și de acordare celei mai mari priorități uzinelor de combustibil sintetic și rafinăriilor de țiței din România, Ungaria, Polonia și Germania (în această ordine).
Planificatorii strategici au descoperit că aprovizionarea cu produse petroliere era veriga slabă a mașinii de război germane. În 1938, importurile de petrol ale Germaniei reprezentau 2/3 din necesarul țării. Odată cu apropierea momentului declanșării războiului, germanii au început să se bazeze tot mai mult pe producția de combustibil sintetic. IG Farben transforma cărbunele în benzină și a devenit principalul furnizor al aviației militare. Pe 23 noiembrie 1940, după semnarea Pactului Tripartit, Axa a primit acces la rezervele de țiței ale României .
USAAF a dorit să facă din țiței ținta prioritară. La sfârșitul primăverii anului 1944, americanii dispuneau de avioanele de vânătoare cu rază lungă de acțiune, capabile să asigure protecția bombardierelor care aveau să declanșeze atacurile împotriva rafinăriilor de la Ploiești. În acel moment, USAAF avea mai multe obiective divergente: campania de bombardamente americano-britanică împotriva țintelor din Germania, Operațiunea Pointblank și sprijinirea tactică a armatelor aliate debarcate în Normandia .
Spaatz și Harris și-au unit vocile pentru ca să protesteze împotriva folosirii forțelor lor pentru sprijinul tactic al forțelor terestre, fiecare dintre ei având alte obiective principale. Harris dorea să continue campania de bombardamente zonale ale orașelor industriale. Spaatz dorea să atace obiectivele petroliere. Amândoi credeau cu tărie că strategiile lor vor distruge mașina de război germană. Spaatz a amenințat chiar că demisionează dacă bombardierele de sub comanda lui vor mai fi folosite la alte misiuni decât cele care priveau țintele petroliere. El considera că bombardamentele tactice împotriva unor ținte tactice din Franța erau fără sens. De exemplu, distrugerea gărilor și stațiilor de triaj puteau fi reparate cu relativă ușurința. Pe de altă parte, campania de bombardamente împotriva rafinăriilor și fabricilor de combustibil artificial ar fi dus la angajarea în luptă directă a Luftwaffe. Spaatz considera că atacarea doar a căilor ferate nu i-ar fi forțat pe germani să arunce în luptă toate forțele aeriene defensive. Eisenhower acedat în cele din urmă, iar Spaatz a mutat acțiunile 15AF a USAAF împotriva țintelor din România. Până în acel moment, aliații atacaseră doar sporadic țintele din România..

### Poziția Luftwaffe

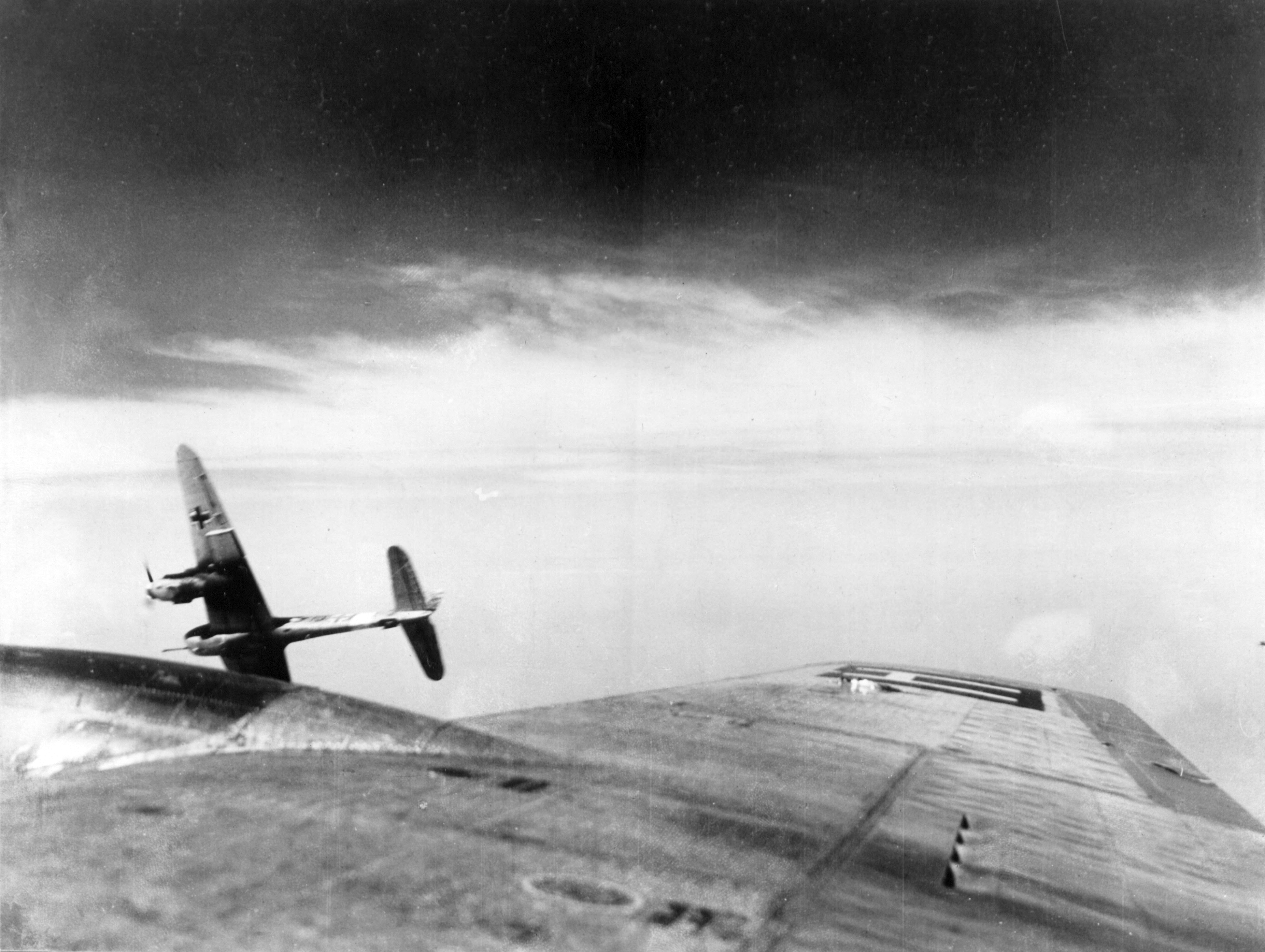
Un avion Me 410A-1/U4 echipat cu tun BK 5 degajând după atacul împotriva unui bombardier B-17 al USAAF

OKL era obligat în această conjunctură să facă fața la două mari provocări. Prima era întărirea Luftflotte 3 din cadrul Luftflotte Reich, pentru ca să facă față iminentei invazii aliate din Franța. A doua era protejarea spațiului aeriană al Reichului împotriva atacurilor în adâncimea teritoriului german efectuate de USAAF. Situația tactică oferea ceva speranțe germanilor. Avionul-rachetă Messerschmitt Me 163 și avionul cu reacție Messerschmitt Me 262 au fost introduse în serviciu la mijlocul anului 1944.
Nou formata Sturmgruppen dotată cu Fw 190A-8/R2 Sturmbock a intrat în serviciu alături de Jadgeschwader, care era deja alocată apărării României. Avionul A-8/R2 era dotat cu două tunuri de 30mm MK 108, unul sub fiecare aripă. Aceste tunuri erau capabile să distrugă un bombardier B-17 cu trei lovituri și să doboare un bombardier B-24 cu o singură lovitură. Avionul Fw 190A-8/R2 avea blindaj și era aproape invulnerabil la focul defensiv al bombardierelor. Pe de altă parte, blindajul și armamentul greu îi limitau mult performanțele acestui avion la mare altitudine. La fel ca în cazul avioanelor bimotoare Ju 88, Bf 110 și Me 410s, și acesta trebuia escortat de avioane de vânătoare Bf 109.

### Atacurile împotriva obiectivelor petroliere

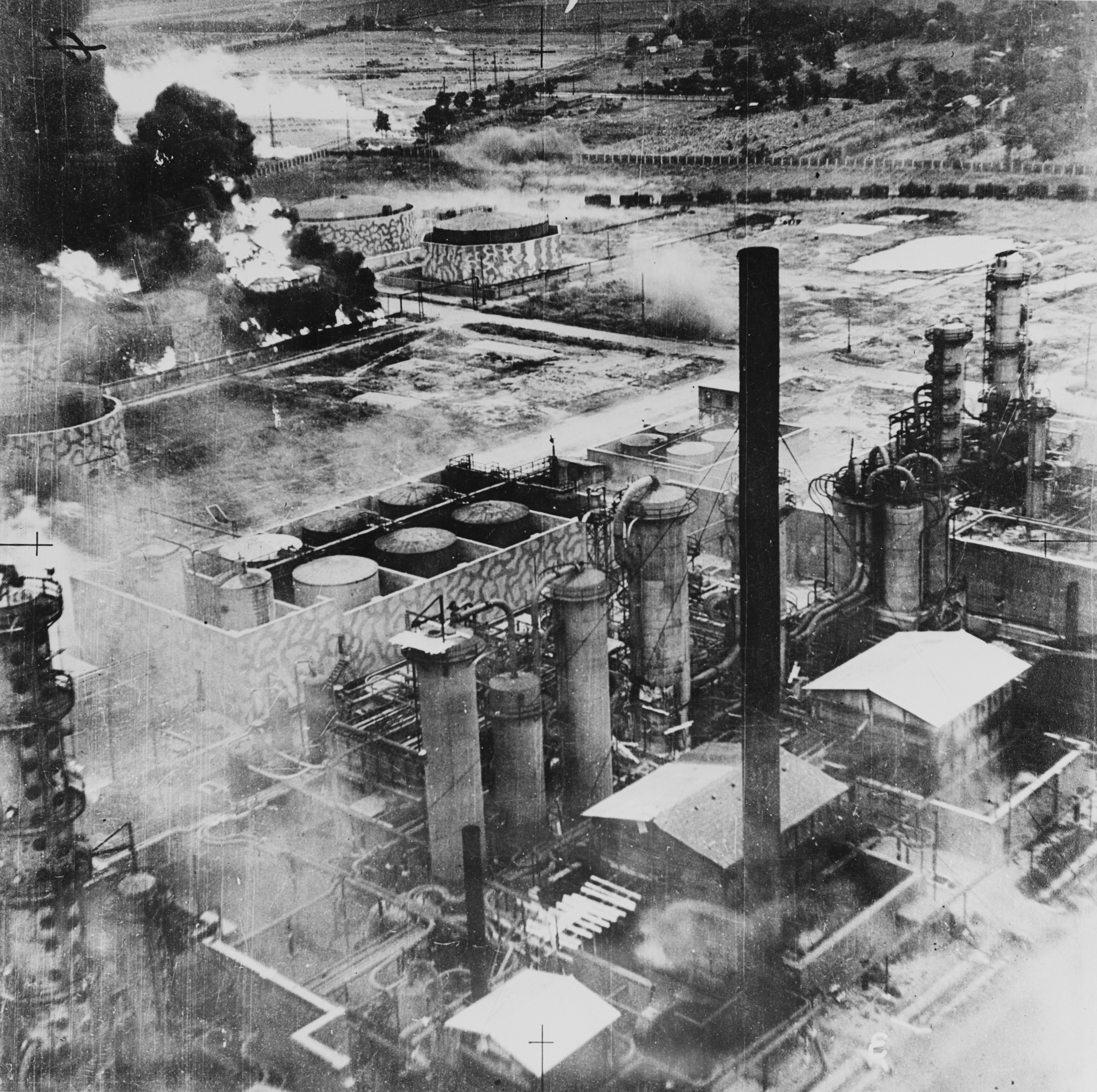
Rezervoarele de petrol de la Ploiești incendiate după Operațiunea Tidal Wave, august 1943

Pe 12 mai 1944, a fost declanșat primul atac împotriva industriei petroliere. Rezultatele acestuia au fost copleșitoare pentru Germania. „12 mai 1944, poate fi descrisă destul de corect ca fiind cea mai rea zi a războiului pentru Germania. Alte zile adus înfrângeri dramatice și pierderi teribile, dar niciodată fără posibilitatea de răsturnare a situației”. Albert Speer a notat: „Inamicul ne-a lovit într-unul dintre punctele noastre cele mai slabe. În cazul în care continuă de această dată, atunci în curând nu nu vom mai putea vorbi de vreo producție de combustibil”.
După seria de atacuri devastatoare împotriva țintelor petroliere din aprilie-mai 1944, germanii au început să facă încercări cu noi măsuri defensive, care s-au dovedit foarte eficiente pentru o perioadă de timp. De fiecare dată când sistemele de alertare indicau prezența bombardierele deasupraIugoslaviei cu direcția România, germanii aveau la dispoziție 40 de minute pentru organizarea apărării. Ei ridicau perdele de fum în jurul rafinăriilor, astfel încât întreaga zonă să fie acoperită de fum în momentul în care bombardierele americane apăreau în zonă. Din acest motiv, atacurile de precizie erau imposibile. Pentru depășirea acestei măsuri de apărare, 15AF a organizat pe 10 iunie 1944 un atac aerian la joasă înălțime al avioanelor P-38 dotate cu bombe de 450 kg. Succesul acesti acțiuni a fost limitat. În ciuda îmbunătățirii defensivei, situația a rămas dificilă pentru germani. Göring să se ia măsuri hotărâte pentru economisirea combustibilului și transferul a numeroase unități de artilerie antiaeriană din Germania în zonele petroliere din România.
RAF Bomber Command a jucat un rol important în campania împotriva obiectivelor petroliere. RAF a lansat 84.950 t de bombe asupra acestor ținte. În același timp, americanii de la 15AF și 8AF au lansat 108.340 t de bombe. Britanicii au lansat un tonaj mai ridicat de bombe decât 8AF, care opera din aproximativ aceeași zonă a Regatului Unit, anume 43.888 t. Principalele ținte ale RAF au fost uzinele de combustibil sintetic din regiunea Ruhr.
Luftwaffe se afla în acest timp într-o poziție dificilă. Apărarea rafinăriilor și uzinelor de combustibil sintetic era greu de asigurat. I. Jagdkorps avea o rată a pierderilor de avioane de 10% pe misiune, în vreme ce pierderile bombardierelor americane se situau la cel mult 2%. În septembrie 1944, rata pierderilor era în defavoarea Luftwaffe. Cu unele excepții, rata pierderilor de avioane aliate a rămas sub 1%, în vreme ce pierderile germane variau între 10% și 20%. Formațiile aliate erau și de 18 ori mai numeroase decât cele germane în această etapă a războiului, ceea ce implică un număr comparativ de avioane mai defavorabil germanilor. În luna septembrie 1944, germanii au reușit să doboare 307 aparate de zbor aliate, având la rândul lor pierderi de 371 de avioane. În octombrie același an, germanii mai aveau 347 de aparate de zbor în stare de funcționare, fără să se pună la socoteală aparatele de antrenament.
15AF a continuat să atace la o scară impresionantă. În ultima parte a verii anului 1944, seria de raiduri asupra Ploieștiului care a durat 20 de zile, la care s-au adăugat patru raiduri nocturne ale RAF, a provocat germanilor pierderi estimate de 1.600.000 t de țiței.
USAAF și RAF Bomber Command au executat sute de misiuni împotriva obiectivelor petroliere până la sfârșitul lunii august. Principala rafinărie din România a fost practic distrusă în urma bombardamentelor aeriene. Ultimele raiduri împotriva Ploieștiului au fost executate de 15AF pe 19 august 1944. Armata Română (și Forțele Aeriene Române), care luptaseră până în acel moment alături de forțele germane, au încetat lupta împotriva Aliaților pe 23 august 1944, pe 12 septembrie a semnat armistițiul cu Aliații, pentru ca mai apoi să declare război Germaniei. Unitățile aviației de vânătoare germane din România s-au retras după aceste evenimente în Iugoslavia și Ungaria . Forțele aeriene slovace și maghiare au continuat lupta alături de Luftwaffe până la sfârșitul războiului în Europa în 1945.

### Bomber Command and și uzinele din regiunea Ruhr
RAF Bomber Command a bombardat uzinele de combustibil sintetic din regiunea Ruhr până în noiembrie 1944, când comandanții aliați au ajuns la concluzia că aceste unități industriale au fost atât de afectate de atacuri încât orice acțiuni împotriva lor nu se mai justifică. Harris a primit ordinul să înceteze aceste atacuri și, în schimb, să își concentreze atacurile împotriva căilor de comunicație. Mareșalul aerului Charles Portal a cerut ca britanicii să participe alături de 8AF la atacarea a două dintre cele mai mari și mai depărtate obiective, Pölitz și Merseburg-Leuna.
Distrugerea sistemului avansat de avertizare din vest ca urmare a victoriei ofensivei aliate în Franța și creșterea eficienței tehnicii bombardamentelor fără vizibilitate au făcut ca aceste misiuni să poată fi încheiate cu succes de către RAF. Speer i-a raportat lui Hitler că se ajunsese în situația în care atacurile nocturne să fie mai distructive decât cele pe timp de zi, deoarece aliații foloseau bombardiere grele și obțineau precizie mai mare pe timpul nopții. În medie, în timpul operațiunilor britanice împotriva țintelor petroliere din timpul toamnei anului 1944 erau lansate 600 t de bombe iar, în aceeași perioadă, USAAF lansa 352 t împotriva acelorași ținte. Producția de combustibil a germanilor în noiembrie a fost estimată la doar 31% din volumul produs în primăvara anului 1943, cea mai mare parte provenind din uzinele de producere a cocsului, care aveau ca produs secundar benzenul, uzine care nu fuseseră socotite ținte principale până în acea toamnă. Pölitz și Merseburg-Leuna au fost puternic afectate de bombardamente, dar doar în operațiuni cu obiective limitate. Toate uzinele de combustibil sintetic din vestul Germaniei au fost scoase din funcțiune, iar rafinăriile de țiței din Hamburg, Bremen și Viena mai funcționau doar la capacitate redusă. Informațiile de care dispuneau aliații arătau că practic mai funcționa doar o singură rafinărie de țiței de capacitate importantă în toată Germania. De la începutul ofensivei împotriva țintelor petroliere, 15AF a lansat 41.000 t de bombe, 8AF 24.000 t, iar RAF Bomber Command 20.000 t împotriva acestor ținte.

### Efectele asupra pregătirii personalului navigant al Luftwaffe
| Anul  | Germania | Regatul Unit | SUA     |
| ----- | -------- | ------------ | ------- |
| –42   | 250/75   | 200/50       | –       |
| 42/43 | 200/50   | 350/60       | 260/60  |
| 43/44 | 200/25   | 330/75       | 320/125 |
| 44/45 | 140/25   | 300/100      | 400/160 |

Bombardamentele au avut un efect devastator asupra unităților de avioane de vânătoare germane. Tot mai multe Staffeln și Gruppen au fost retrase de pe frontul de răsărit pentru întărirea apărării Reichului. Göring a ordonat depunerea unor eforturi mai mari pentru pregătirea completă a piloților într-un ritm mai ridicat, în paralel forțelor de vânătoare Jagdflieger. El a cerut de asemenea convertirea piloților de bombardiere în piloți de vânătoare. Obiectivele lui Göring nu au fost atinse. Pregătirea piloților a trebuit să fie scurtată pentru ca să fie asigurat necesarul crescut al forțelor defensive. În 1944, programul de pregătire a piloților a fost redus la opt luni și 111 de ore de zbor, dintre care doar 20 de ore pe avioanele de vânătoare Fw 190 și Bf 109. Aceasta reprezenta mai puțin de jumătate din timpul alocat pregătirii cadeților în 1942.
Școlile de pregătire a piloților au început să ducă lipsă de benzină. Acestea aveau un necesar de 54.000 – 74.000 t de benzină pe lună. Cu aceste cantități de combustibil, școlile ar fi fost capabile să pregătească 1.200 de piloți de vânătoare, 250 pentru avioanele de atac la sol, 40 pentru bombardiere, 75 pentru bombardierele cu reacție, 64 pentru recunoaștere și 40 pentru vânătoarea nocturnă. Cererile școlilor de piloți nu au fost niciodată satisfăcute. În iulie 1944 au fost asigurate 12.400 t, iar în agust 12.200 t de benzină și în septembrie doar 5.700 t. Numeroși tineri erau dornici să facă școlile de piloți, dar germanii nu mai aveau resursele necesare pregătirii lor, care mai erau disponibile doar pentru școlile de specializare avansată. Influxul de piloți de bombardiere a asigurat doar pentru o vreme rezervele necesare pregătirii piloților de vânătoare. Până în toamnă, Luftwaffe recruta orice tânăr care avea pregătirea de zbor de bază, pentru a putea evita măcar stagiile de început a antrenamentelor.
În perioada interbelică și până în 1942, programele germane de pregătire a piloților se dovediseră a fi superioare calitativ și cantitativ celor asigurate piloților aliați. De-a lungul războiului, timpul alocat pregătirii piloților s-a redus și, în același timp, calitatea pregătirii piloților aliați a crescut. Scăderea profesionalismului și pregătirii de zbor au fost legate direct de rata crescută a pierderilor din rândul piloților și echipajelor experimentate. Acestea au fost principalele aspecte ale declinului eficienței Luftwaffe în lupta defensivă. Rata mare a pierderilor din rândul piloților i-a forțat pe germani să reducă programele de pregătire pentru piloți. În schimb, piloții noi cu mult mai puțină pregătire erau pierduți în luptă într-un ritm mai ridicat decât predecesorii lor. S-a intrat astfel într-un cerc vicios. Unul dintre indicatorii principali ai declinului profesionalismului piloților germani după marile bătălii aeriene din 1940 a fost creșterea pierderilor din motive care nu aveau legătură cu lupta. În prima jumătate a anului 1943, pierderile în luptă fuseseră egalate de pierderile din cauza accidentelor.

### Impactul asupra producției de combustibil al Axei
Campania împotriva obiectivelor petroliere germane a fost un succes incontestabil. În iunie 1944 fuseseră produse doar 50.800 t față de 180.000 t planificate. Nevoile de consum au depășit stocurile produse până în mai 1944. Astfel, la sfârșitul lunii iunie, rezervele se reduseseră la sfârșitul lunii iunie la doar 372.000 t, o cifră care reprezenta doar 30% din stocurile existente la 30 aprilie 1944. Informațiile obținute de serviciile aliate de spionaj au confirmat că germanii au fost obligați să facă reduceri masive ale zborurilor neoperaționale. Speer avea să afirme că la 21 iulie 1944, unitățile producătoare de combustibil își reduseseră capacitatea cu 98%. Producția lunară de combustibil s-a prăbușit de la 164.000 t în martie 1944 la doar 18.100 t în noiembrie. Stocurile de benzină au scăzut în această perioadă de la 522.000 t la 158.700 t. Campania aliată de bombardamente a produs o uriașă criză de combustibil și a contribuit la incapacitatea operațională a Luftwaffe în ultimele zece luni ale războiului. În același timp, distrugerea capacităților petroliere a Germaniei a împiedicat forțele terestre să organizeze vreo contraofensivă.

## Prăbușirea sistemului german de comunicații (toamna anului 1944)

### Declinul apărării nocturne
Eficiența unităților Nachtjagdgeschwader a scăzut continuu. În 1943-1944, Nachtjagdgeschwader se dovedise a fi cea mai eficientă ramură a Luftwaffe. Chiar și în iulie 1944, Nachtjagdgeschwader continua să obțină succese importante. Dar, în august același an, criza de combustibil a provocat o scădere dramatică a acțiunilor de vânătoare nocturnă. După această dată, Nachtgeschwader nu a mai fost capabilă să opună o rezistență notabilă raidurilor nocturne de bombardament .
Criza de combustibil nu era decât un factor al scăderii eficienței vânătorii de noapte. Un alt factor a fost reprezentat de înaintarea forțelor terestre aliate în vestul Europei, înaintare care i-a lipsit pe germani de sistemele de avertizare timpurie a raidurilor aeriene. La toate acestea s-au adăugat contramăsurile luate de RAF Bomber Command. Printre acestea s-au numărat atacarea avioanelor de vânătoare germane mai înainte ca să intre în contact cu bombardierele, sau pe drumul de întoarcere către bază. Din acest motiv, germanii au fost obligați să restricționeze iluminarea aeroporturilor și să reducă la maxim folosirea balizelor luminoase de pe piste.
Criza de combustibil a dus la scăderea calității pregătirii echipajelor Nachtjagdgeschwader. În paralel, cererea de recruți pentru Wehrmacht a dus la scăderea numărului și profesionalismului personalului de la sol. În condițiile în care forțele sovietice preluaseră în mod decisiv inițiativa pe frontul de răsărit, mai multe echipaje de vânătoare nocturnă au fost obligate să fie mutate în est pentru contracararea atacurilor aviației sovietice. În ciuda tuturor piedicilor, efectivele Nachtgeschwader au crescut, de la 800 la 1.020 între 1 iulie și 1 octombrie 1944. Dintre acestea, 685 în iulie, respectiv 830 în octombrie au fost angajate în luptele împotriva RAF Bomber Command.
La sfârșitul anului 1944, linia aeriană defensivă germană se întindea din Danemarca până în Elveția. În acest moment, bombardierele britanice puteau să zboare spre teritoriul german fără să fie întâlnească vreo opoziție. Capacitatea defensivei germane s-a redus, Luftwaffe apelând la alte metode de apărare, precum zborurile de recunoaștere deasupra Mării Nordului în încercarea identificării timpurii a formațiilor de bombardiere. În ciuda oricăror probleme, Nachtgeschwader avea cele mai mari efective de la începutul războiului. Ea reprezenta o amenințare la adresa RAF cel puțin la nivel teoretic în cazul raidurilor efectuate în adâncimea teritoriului german. Totuși, de pe la mijlocul anului 1944, eficiența forțelor de vânătoare nocturnă a scăzut treptat ca urmare a efectului cumulat al crizei de combustibil, multitudinii de sarcini defensive de pe cele două fronturi și scăderea efectivelor de echipaje experimentate și a calității personalului de la sol.

### Bomber Command și atacurile împotriva sistemului de transport
În ultimul an de război, ofensiva bombardierelor „a ajuns la maturitate” . În condițiile în care defensiva aeriană germană era înfrântă din punct de vedere strategic, obiectivele economice erau supuse direct celor mai ample atacuri aliate. Cea mai mare cantitate de bombe americane și britanice a fost lansată în ultimul an al războiului – aproximativ 1.070500 t dintr-un total de 1.288.000 t de-a lungul întregului război. Deși aviația de vânătoare nu mai punea probleme mari bombardierelor, atacurile aeriene nu erau efectuate fără să primească un răspuns viguros. În jurul principalelor obiective industriale erau plasate aproximativ 50.000 de piese de artilerie antiaeriană de calibru mare.
USAAF mobilizase în ultimul an al războiului cam 7.000 de bombardiere și avioane de vânătoare, în vreme ce RAF putea opera 1.500 de bombardiere grele, care puteau transporta până la 9 t de bombe. În toamna anului 1944, bombardierele și avionale de vânătoare aliate puteau să ajungă deasupra țintelor fără să fie interceptate. Atacurile aliaților au vizat regiunea industrială Ruhr și rețeaua de comunicații germană. Rețeaua de căi ferate a fost sistematic distrusă, cantitățile de mărfuri fiind reduse la jumătate în decembrie 1944 față de 1943. După pierderea petrolului românesc în august 1944, atacurile aliate au redus în mod dramatic rezervele de produse petroliere ale Germaniei. În inarna 1944-1945, Germania a fost împărțită în regiuni izolate din punct de vedere economic, care se bazau doar pe stocurile existente. Producția industrială a fost mutată în uzine subterane, în peșteri sau mine de sare. O bună parte a personalului acestor uzine erau sclavi din lagărele de concentrare . Condițiile din subteran era departe de cele normale. Ventilația proastă și umiditatea ridicată duceau la avarierea echipamentelor și uneltelor de precizie, ceea ce ducea la scăderea calității producției. În minele de sare, pereții absorbeau umezeala, iar condițiile de muncă erau mai bune. Lucrul prelungit la adâncimi de aproximativ 300 m și dificultățile logistice legate de aceasta duceau de asemenea la scăderea productivității și a calității producției.
Efectele bombardamentelor aeriene împotriva rețelei de drumuri și căi ferate au început să se resimtă puternici începând din toamna anului 1944. Luftwaffe nu a avut capacitatea să împiedice distrugerea rețelei de alimentare cu energie electrică a orașului Kassel, ceea ce a dus la încetarea producției Uzinelor Metalurgice Krupp pe 23 octombrie 1944. Totuși, atacurile directe nu au reușit să oprească total producția. Pentru atingerea acestui obiectiv mai era nevoie de atacul împotriva căilor de comunicație. Canalul Dortmund-Ems a fost distrus de un atac din septembrie 1944. Marele triaj de la Hamm a fost grav afectat de bombardamentele aeriene, iar capacitatea sa a fost redusă cu 75%. Între 14 și 18 octombrie, transportul cărbunelui pe calea ferată către Ruhr a fost complet oprit. La începutul lunii octombrie 1944, doar 2% dintre trenurile de marfă mai ajungeau în Ruhr. Lipsa minereului de fier a dus la o scădere cu 66% a producției de oțel. Peste 93.000 t de bombe au fost lansate asupra acestor ținte. Din acest motiv, producția de oțel a fost redusă aproape la zero în perioada noiembrie 1944 – ianuarie 1945.
Bombardamentele au provocat strangularea treptată a sistemului german de transport. Volumul transportat pe calea ferată a scăzut de la o medie zilnică de 183.000 t în iunie 1944 la doar 83.000 t în decembrie același an. Transporturile fluviale de cocs și cărbune din regiunea Ruhr a scăzut de la o medie zilnică de 73.000 t în iulie 1944, la 14.200 t în ianuarie 1945. Stocurile de cărbune la gura minei, principala sursă de energie a industriei germane, au crescut de la 186.000 t în iulie 1944 la 2.767.000 t în februarie 1945. Creșterea stocurilor la gura minei este o dovadă a prăbușirii rețelei de transport. Materiile prime nu mai puteau fi transportate din depozitele minelor spre fabrici. S-au făcut estimări ale producției, care ar fi scăzut cu 22% între mai 1944 și ianuarie 1945. Cel puțin 50-60% din această scădere ar fi fost datorată atacurilor sistematice asupra rețelelor de transport.

## Înfrângerea (1945)

### Defensiva pe timp de zi

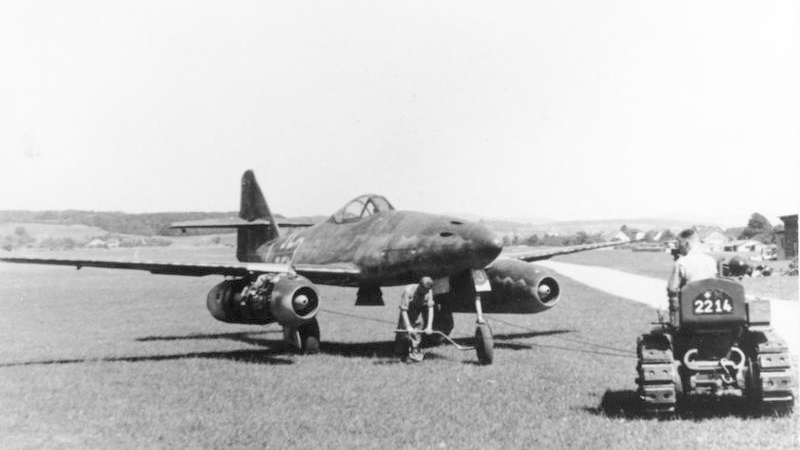
Avionul cu reacție Me 262 A, fotografie din 1944 sau 1945

La începutul anului 1945, aliații ajunseseră la granițele Germaniei sau chiar reușiseră să ocupe orașe ale Reichului, precum Aachen. Odată cu restrângerea teritoriului controlat, Germania înseși fiind în prima linie a frontului, distincția dintre bombardamentele strategice și tactice a dispărut practic. Forțele aeriene aliate și Luftwaffe s-au găsit în situația de a lupta în prima linie a frontului în cadrul acțiunilor de atac, respectiv apărare a obiectivelor industriale.
Hitler a încercat să îmbunătățească situația militară a Germaniei aflată în continuă înrăutățire prin lansarea operațiunii Wacht am Rhein (Ofensiva din Ardeni). RLV a transferat mai multe Jagdgeschwader pentru sprijinirea ofensivei alături de unitățile de prima linie a Luftwaffe. Pierderile în timpul acestei operațiuni au fost foarte ridicate, aproximativ 400 de piloți au murit sau au fost declarați dispăruți în perioada 16–31 decembrie 1944. Pe 1 ianuarie 1945, Luftwaffe a lansat Unternehmen Bodenplatte , o încercare disperată pentru recâștigarea superiorității aeriene și reluarea ofensivei germane, aflate în dificultate. Luftwaffe a mobilizat peste 900 de avioane de vânătoare în această operațiune. Operațiunea a fost un eșec de proporții, care a dus la distrugerea a ceea ce mai rămăsese în Luftwaffe.
Conducerea Luftwaffe a sperat ca proiectele avionului-rachetă Me 163 sau a celui cu reacție Me 262 să fie destinate interceptării bombardierelor, după cum se plănuise încă din 1942. Au existat pe de-o parte probleme cu producția motorului cu reacție și, pe de altă parte, cu neînțelegerea de către Hitler a rolului noului avion, pe care Fuhrerul îl dorea destinat atacurilor la sol. Toate acestea au dus la întârzierea intrării în luptă a modelului Me 262 în cadrul RLV. Operațiunile 262 și Me 163 au contribuit prea puțin la lupta împotriva superiorității aeriene aliate. Pierderile germanilor au rămas foarte ridicate, în primul rând datorită slabei pregătiri a piloților tineri și a dispariției celor cu experiență de luptă. Pe 7 aprilie 1945 de exemplu, numai 15 dintre cele 183 avioane Fw 190 și Bf 109 s-au mai întors la bază după o misiune, în ciuda faptului că fuseseră sprijinite în luptă de mai multe Me 262. Germanii au pierdut în acea misiune 158 de avioane de vânătoare și au raportat doborârea a doar 50 de bombardiere USAAF. De fapt, germanii au reușit să doboare doar 8 bombardiere americane.
În această perioadă, Aliații occidentali începuseră operațiunile de cucerire a teritoriului german. Aeroporturile și bazele militare aflate în vestul Germaniei au fost cucerite pe rând. Luftwaffe a continuat să apere spațiul aerian german, în ciuda ratei ridicate a pierderilor, efectuând misiuni împotriva capetelor de pod de peste râul Rin. Germanii au reușit să obțină unele succese limitate prin folosirea unor formațiune de 40-50 avioane Me 262, dar pierderile suferite de bombardierele aliate au rămas în continuare scăzute. Bucurându-se de superioritatea aeriană, aliații au atacat continuu Luftwaffe la sol și în aer. În doar două zile, 13–15 aprilie, 400 de avioane de vânătoare germane au fost distruse la sol de atacurile aliate.

### Sfârșitul ofensivelor zonale
Intensitatea campaniei împotriva orașelor germane nu a scăzut. Printre cele mai controversate raiduri s-a numărat cel împotriva Dresdei din februarie 1945. Scopul declarat al acestui bombardament a fost sprijinirea înaintării Armatei Roșii pe frontul de est. Dresda a fost un nod important de comunicații care, se credea, era folosit la transportul rezervelor germane spre front. De asemenea, se considera că în oraș și în zona imediat înconjurătoare se află importante obiective industriale militare. Importanța militară a orașului este pusă la îndoială până în zilele noastre datorită lipsei potențialului industrial și a situației reale a frontului din acea fază a războiului. La scurtă vreme după acest raid, aliații au lansat Operațiunea Clarion, în timpul căreia aproape 9.000 de bombardiere au atacat ziua și noaptea peste 200 de ținte pentru distrugerea potențialului de transport al germanilor – triaje de cale ferată, poduri, treceri la nivel, canale și altele asemenea.
În perioada martie-aprilie 1945 au avut loc raiduri împotriva altor ținte majore. Pe 19 aprilie, comandanții aliați occidentali au emis un ordin care cerea ca toate operațiunile forțelor aeriene strategice să fie redirecționate spre sprijinirea operațiunilor forțelor terestre. Pe 26-25 aprilie, USAAF a efectuat ultimul raid. Bomber Command era deja implicat la acea dată în acțiunile forțelor terestre pentru eliberarea lagărelor cu prizonieri aliați  .
Pe 8 mai, Germania Nazistă a capitulat, astfel luând sfârșit războiul în Europa.

## Vedeți și:
- Bombardamentele strategice în timpul celui de-al Doilea Război Mondial
- Sonderkommando Elbe

## Legături externe
- Avioanele de vânătoare ale Reichsverteidigung
- Bf 109 „Defence of the Reich Aces”[nefuncțională]